# Wissenschaftskommunikation
Wissenschaftskommunikation umfasst alle Aspekte der Kommunikation wissenschaftlicher Arbeit und wissenschaftlicher Ergebnisse, sowohl innerhalb der Wissenschaft als auch bei der Kommunikation zwischen Wissenschaft und Öffentlichkeit. Im Tätigkeitsfeld der Öffentlichkeitsarbeit wird Wissenschaftskommunikation zum Teil eingeschränkt als Synonym zu Wissenschafts-PR verwendet. Die Akteure der Wissenschaftskommunikation sind die Wissenschaftler selbst, die wissenschaftlichen Institutionen und ihre Mitarbeiter im Bereich Öffentlichkeitsarbeit, die Wissenschaftsjournalisten sowie spezielle Institutionen wie etwa Science Centers, Planetarien oder Wissenschaftsmuseen.
Wissenschaftskommunikation nutzt klassische Medien in Text, Bild und Bewegtbild sowie Online-Medien. Ein Teil der Kommunikation findet im Bildungsbereich statt. Dies geschieht zum einen als Aspekt der Lehre etwa in Schulen oder an Hochschulen, zum anderen im Rahmen besonderer Formate wie Schülerwettbewerbe, Kinderuniversitäten oder im Tätigkeitsfeld von Schülerlaboren.

## Begriffsklärung und Teilgebiete

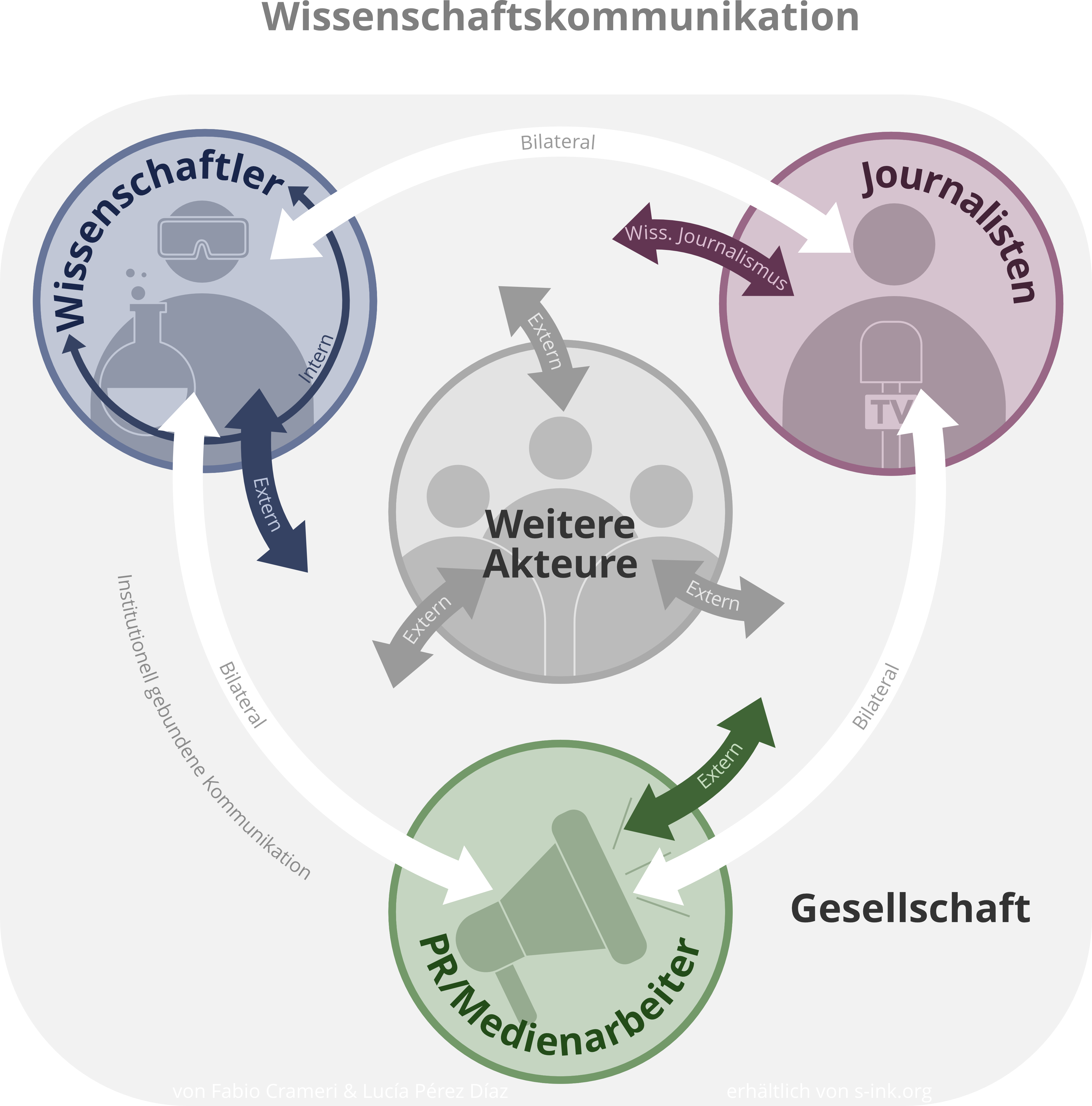
Akteure der Wissenschaftskommunikation nach Könneker

Der Begriff Wissenschaftskommunikation wird in der Literatur in unterschiedlicher Weise verwendet. In der neueren Wissenschaftskommunikationsforschung umfasst der Begriff alle Arten der Kommunikation von wissenschaftlichen Inhalten und wissenschaftlicher Arbeit, inklusive Wissenschaftsjournalismus und Wissenschafts-PR sowie der direkten Kommunikation von Forschenden untereinander und mit der Öffentlichkeit.
Einige Autoren im Bereich Public Relations fassen den Begriff enger, nämlich auf den Aspekt Public Relations eingeschränkt und als Synonym zur Wissenschafts-PR. In dieser engeren Bedeutung ist Wissenschaftskommunikation das Management der öffentlichen Kommunikation in der Wissenschaft und als solches ein wichtiger Teil des Wissenschaftsmanagements bzw. des Wissenschaftsmarketings. Im Bereich der Angewandten Forschung sowie im Hinblick auf Technologietransfer bestehen außerdem Parallelen zur Innovationskommunikation.
Wo sich Wissenschaftskommunikation ausschließlich an Anspruchsgruppen innerhalb der wissenschaftlichen Fachöffentlichkeit richtet, wird sie als interne Wissenschaftskommunikation (englisch scholarly communication) bezeichnet. Zu diesem Bereich zählen wissenschaftliche Veröffentlichungen in Fachzeitschriften ebenso wie die direkte Kommunikation auf Konferenzen oder im direkten Austausch.
Richtet sich Wissenschaftskommunikation an Zielgruppen außerhalb des Wissenschaftsbetriebs selbst, dann handelt es sich um externe Wissenschaftskommunikation (englisch science communication).
Wissenschaftskommunikation als Teilgebiet von Public Relations heißt Wissenschafts-PR. Durch die wachsende wissenschaftliche Konkurrenz und Angewiesenheit auf Drittmittelförderung erfolgt im Rahmen der Wissenschafts-PR eine stärkere Fokussierung auf Kommunikationszielgruppen aus Politik (Politisierung) und Wirtschaft (Ökonomisierung) sowie auf Medien als Mittler (Medialisierung).
Massenmediale Wissenschaftskommunikation in Form von Wissenschaftsjournalismus richtet sich unter Nutzung diverser Medien an die allgemeine Öffentlichkeit. Der Wissenstransfer dagegen richtet sich an Institutionen außerhalb der Wissenschaft mit dem Ziel, wissenschaftliche Erkenntnisse in die Praxis zu übertragen. Wissenschaftskommunikation als Teil von Wissensmanagement ist ein Teilbereich der Wissenskommunikation.

## Akteure, Inhalte, Kommunikationsziele
Die unterschiedlichen Akteure in der Wissenschaftskommunikation haben unterschiedliche Kommunikationsziele und vermitteln vor diesem Hintergrund unterschiedliche Inhalte. Bei den Inhalten kann man drei Ebenen der Wissenschaftskommunikation unterscheiden, die jeweils zu einer anderen Ausrichtung in Analyse, Strategie und Umsetzung führen:
- Makroebene: Kommunikation über das Gesamtsystem wissenschaftlicher Funktionen und Leistungen für die Gesellschaft,
- Mesoebene: Kommunikation wissenschaftlicher Einrichtungen zu eigenen Aufgaben und Leistungen,
- Mikroebene: Kommunikation einzelner Wissenschaftler zu Forschungsthemen sowie Projekten (Vorhaben und Ergebnissen).[9]

Auf diesen drei Ebenen können sämtliche Akteure der Wissenschaftskommunikation unterschiedliche Kommunikationsziele verfolgen:
- Kommunikation von Wissenschaft: zielgruppenorientierte Vermittlung wissenschaftlicher Inhalte,
- Kommunikation für Wissenschaft: interessengeleitete Wissenschaftskommunikation, wobei das konkrete Interesse jenseits der bloßen Wissensvermittlung liegt,
- Kommunikation über Wissenschaft: kritische Auseinandersetzung mit wissenschaftlichen Themen unter Bezugnahme auf andere gesellschaftliche Bereiche wie etwa Wirtschaft oder Politik.[1]

### Wissenschaftsjournalisten
Wissenschaftsjournalisten berichten in unterschiedlichen Medien über wissenschaftliche Inhalte und Institutionen. Verstanden sie sich ursprünglich vor allem als Übersetzer zwischen Wissenschaft und Öffentlichkeit, mit dem Ziel, Forschungsergebnisse und wissenschaftliche Inhalte in verständlicher Form allgemein bekannt zu machen, trat ab etwa den 1980er Jahren der Wandel hin zum heutigen Selbstbild vieler Wissenschaftsjournalisten ein, der den Journalismus in den Vordergrund rückt. Danach ist der Wissenschaftsjournalist nicht Teil des Wissenschaftssystems, sondern begleitet dessen Entwicklungen kritisch aus der Außenperspektive, analog zur Kontrollfunktion der Journalisten anderer Ressorts wie Politik oder Wirtschaft. Ebenso wie Journalisten allgemein verstehen sich auch Wissenschaftsjournalisten als neutral und nicht interessengeleitet.
Wissenschaftskommunikation durch Wissenschaftsjournalisten deckt unterschiedliche Bereiche ab. Wissenschaftsjournalistische Berichterstattung orientiert sich an aktuellen Entwicklungen in den verschiedenen Forschungsbereiche und arbeitet diese beispielsweise für die Wissenschaftsseiten der Tageszeitungen oder für Wissenschafts-Magazinsendungen in Hörfunk und Fernsehen journalistisch auf. Eine weitere Form der Berichterstattung orientiert sich an gesellschaftlich akut relevanten Themen. Beispiele von aktuellen Themen, zu denen auch über Wissenschaftsthemen kommuniziert wird, sind die Nuklearkatastrophe von Fukushima, die Globale Erwärmung oder die COVID-19-Pandemie. Auch im Bereich Spaß und Unterhaltung gibt es Formate der Wissenschaftskommunikation, etwa die Fernsehshow Clever! oder, für jüngere Zuschauer, die Sendung mit der Maus. Als weiterer Bereich steht bei Ratgeberformaten etwa zu Gesundheit oder Psychologie der direkte Nutzen der wissenschaftlichen Erkenntnisse für die Rezipienten. Im Bereich des zielgruppenorientierten Wissenschaftsjournalismus wiederum wenden sich Special-Interest-Medien an Zielgruppen, die ein besonderes Interesse an der Wissenschaft im Allgemeinen oder an Teilen der Wissenschaft haben.

### Institutionelle Akteure im Forschungsbetrieb
Auch Institutionen des Forschungsbetriebs selbst beschäftigen Öffentlichkeitsarbeiter. Diese arbeiten in den Pressestellen oder an Instituten von Universitäten, in außeruniversitären Forschungseinrichtungen und deren Dachorganisationen oder in Firmen, die Forschung betreiben. Ein signifikanter Teil ihrer Arbeit besteht in der wissenschaftlichen Öffentlichkeitsarbeit für ihre Institutionen, also in Wissenschafts-PR.
Die Hauptziele der Wissenschafts-PR sind „Aufmerksamkeit, Legitimation, Anschlusskommunikation und vor allem (Anschluss-)Finanzierung“. Wie bei allen systematischen Kommunikationsaktivitäten geht es deshalb – wie immer bei jeder Form der Public Relations – auch hier um „Interessenkommunikation“. Da die zugrundeliegenden Ressourcen stets begrenzt sind, stehen die Akteure der Wissenschaftskommunikation im Sektor Wissenschafts-PR im Wettbewerb mit anderen gesellschaftlichen Akteuren.
Inhaltlich kommunizieren diese Akteure dementsprechend Forschungsergebnisse aus ihren Instituten sowie organisatorische Entwicklungen wie die Bewilligung von Forschungsgeldern oder Personalia, insbesondere die Verleihung von Preisen und sonstigen Ehrungen an Mitglieder der jeweiligen Institution. Bei Universitäten kommt der Anwerbung neuer Studenten und damit einer positiven Darstellung der Entwicklungen im Bereich der Lehre eine wichtige Rolle zu.
Bei vielen Instituten tritt zu dieser spezifischen Öffentlichkeitsarbeit eine breitere Form der Wissenschaftskommunikation, in der zum einen das allgemeine Forschungsfeld und zum anderen die Ansprache junger Menschen zum Zwecke der Nachwuchsförderung im Vordergrund steht.
Mitarbeiter in diesem Bereich kommen entweder aus dem Bereich Öffentlichkeitsarbeit oder dem Journalismus oder sind selbst Wissenschaftler.

### Science Center, Museen, Planetarien

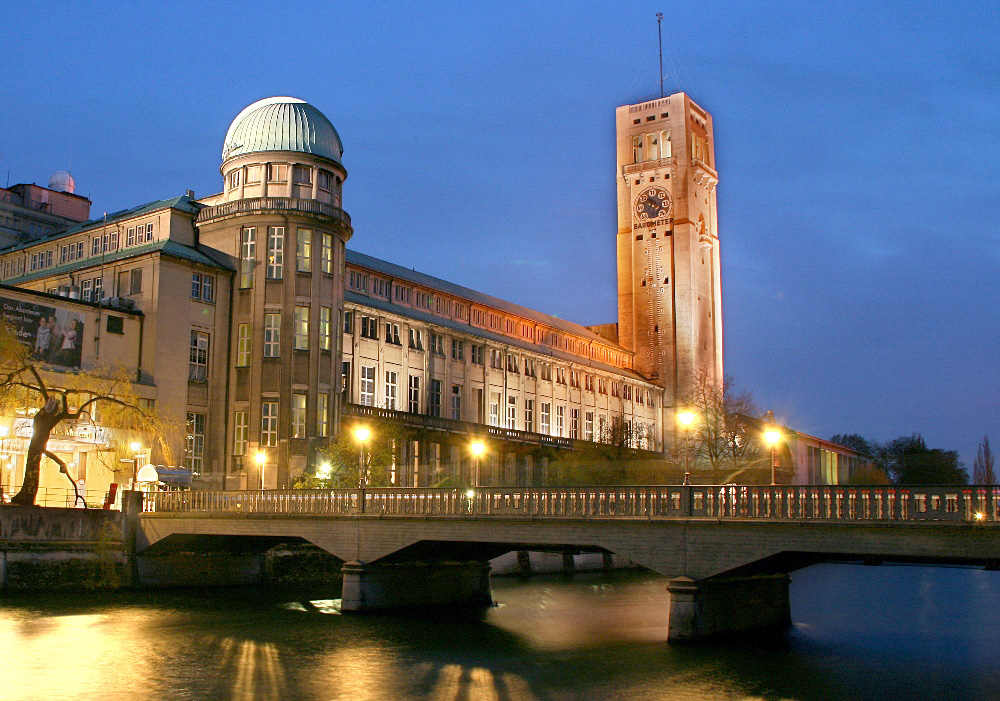
Deutsches Museum München als Beispiel für ein Technikmuseum

Institutionen, bei denen Wissenschaftskommunikation zu den definierenden Aufgaben gehört, wie Science Center, Museen mit wissenschaftlicher Ausrichtung oder Planetarien, kommunizieren wissenschaftliche Inhalte entsprechend dem Profil der jeweiligen Institution: Ein Botanischer Garten beispielsweise kommuniziert vor allem biologische Inhalte, ein Technikmuseum technikbezogene und ein Planetarium astronomische Inhalte. Der Begriff Science Center bezeichnet dabei vor allem Institutionen, deren Schwerpunkt auf modernen Inhalten und interaktiver Vermittlung liegt, während bei klassischen Museen die historischen oder naturhistorischen Aspekte im Vordergrund stehen.

### Individuelle Wissenschaftler
Für individuelle Wissenschaftler ist vor allem die interne Wissenschaftskommunikation karriererelevant. Vor dem Erreichen einer festen Anstellung, der in der Wissenschaft typischerweise eine lange Phase mit Zeitverträgen bei unterschiedlichen Instituten vorausgeht, sind Bewerbungen auf ausgeschriebene Stellen unverzichtbarer Karrierebestandteil, und bei diesen Bewerbungen werden Zahl und Qualität der veröffentlichten Fachartikel sowie Präsentationen auf Konferenzen als Beurteilungskriterium herangezogen. Wissenschaftler, die eine akademische Karriere anstreben, sind daher gehalten, ihre Forschungsergebnisse innerhalb der Fachwelt möglichst effektiv zu kommunizieren.

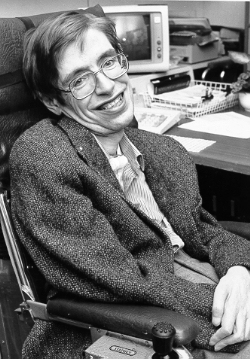
Stephen Hawking ist ein Beispiel für einen bekannten Wissenschaftler, der sich mit Sachbüchern direkt an die Öffentlichkeit gewandt hat.

Zusätzlich engagieren sich viele Wissenschaftler auch in der externen Wissenschaftskommunikation – zum Teil im Rahmen der institutionellen Kommunikation ihrer Institute, zum Teil vornehmlich als Einzelpersonen. Durch Blogs und andere soziale Medien ist es dabei einfach geworden, als Wissenschaftler direkt mit der Öffentlichkeit zu kommunizieren. So steht heute ein historisch einmaliges Portfolio an Formaten für die externe Wissenschaftskommunikation zur Verfügung. Kommunikativ besonders erfolgreiche Wissenschaftlicher werden in Deutschland beispielsweise durch den Communicator-Preis der Deutschen Forschungsgemeinschaft (DFG) ausgezeichnet.
Wissenschaftler selbst agieren dabei jedoch meist als „PR-Laien“, sofern sie nicht selbst eine Professionalisierung als PR-Praktiker durchlaufen haben oder sich im Rahmen ihrer Aktivitäten in der Wissenschafts-PR entsprechende Erfahrungen aneignen. Für „Kommunikations-“ bzw. „PR-Laien“ ist es charakteristisch, dass sie nicht zwischen Public Relations und anderen Systemen der Alltagspublizistik wie Journalismus, Werbung oder Propaganda unterscheiden.
Die Institutionalisierung und Professionalisierung der Wissenschaftskommunikation führt auf allen Ebenen zu einer Veränderung ihres Kommunikationsverhaltens. Das Bild von defizitärer Kommunikation der Wissenschaft, des Wissenschaftlers und des Elfenbeinturms ist heute veraltet, da wissenschaftliche Institutionen und Wissenschaftler in der externen Wissenschaftskommunikation recht aktiv sind. Für Wissenschaftler selbst bleibt Wissenschaftskommunikation aufgrund des innerwissenschaftlichen und öffentlichen Reputationsrisikos allerdings riskant und ambivalent. Einerseits suchen sie den Reputationsgewinn, „haben öffentliche Sichtbarkeit als Mittel der Selbstbehauptung in der Mediengesellschaft entdeckt und versuchen durch Wissenschafts-PR ihr öffentliches Image zu beeinflussen“. Andererseits fürchten sie Reputationsverlust insbesondere innerhalb der Wissenschaft, wo traditionell „die Beteiligung an öffentlicher Kommunikation als Verstoß gegen die Normen der Scientific Community angesehen“ wurde. Die Beteiligung und Nutzung neuer Medien der Wissenschaftskommunikation 2.0 durch Wissenschaftler ist in Deutschland bislang noch unbedeutend. In ihrer öffentlichen Kommunikation werden Wissenschaftler zunehmend durch ihre wissenschaftlichen Institutionen kontrolliert.

## Medien: Wort, Text und Bild
Wissenschaftliche Inhalte mit Worten, Texten und Bildern zu vermitteln gehört zu den klassischen Formaten der Wissenschaftskommunikation. Im Online-Zeitalter sind neue Varianten von Text- und Bildformaten dazugetreten.

### Klassische textdominierte Formate

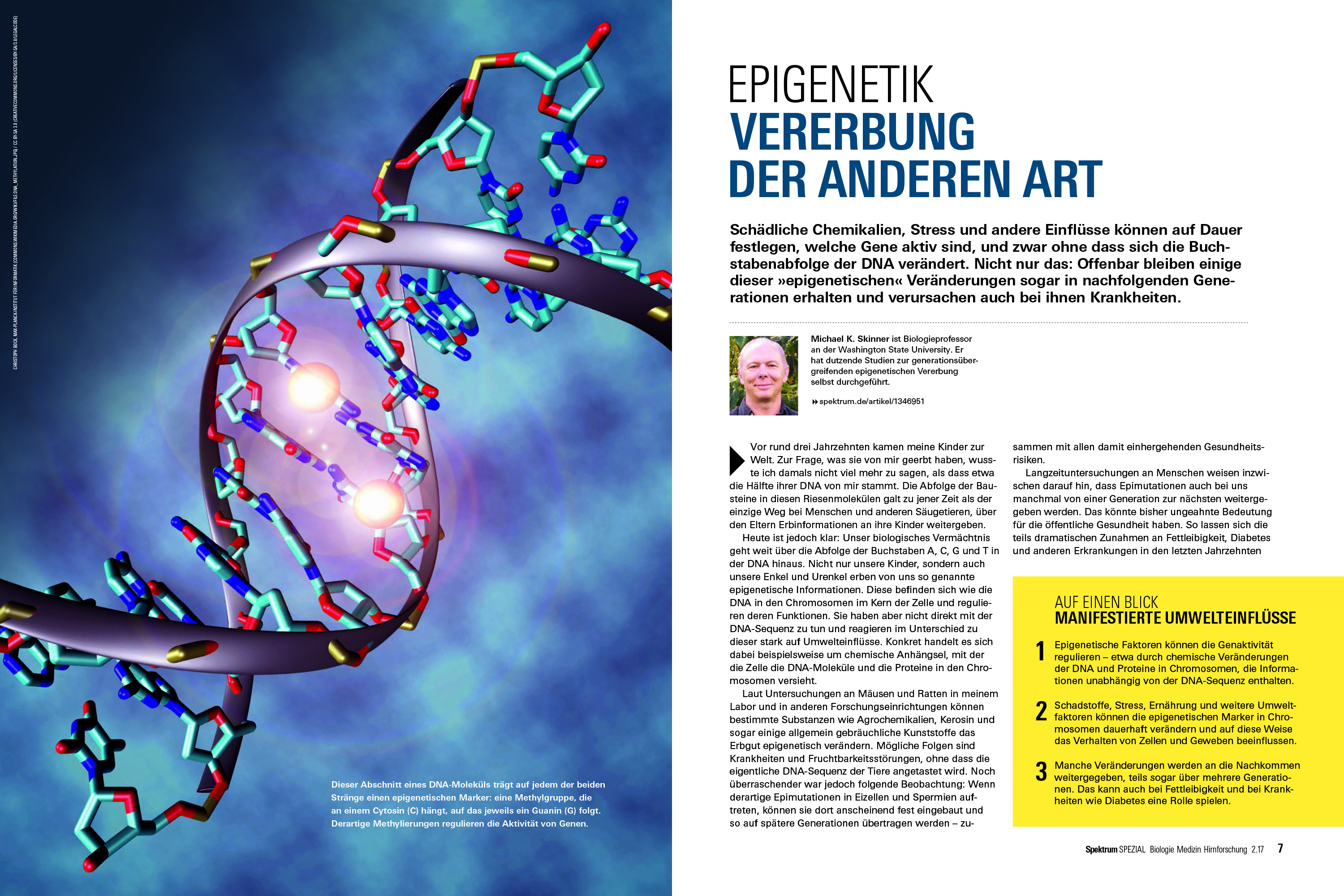
Typischer Aufmacher eines populärwissenschaftlichen Artikels

Klassische Berichte über Wissenschaftsthemen als Teil der externen Wissenschaftskommunikation finden sich in Zeitungen oder Zeitschriften, oft in einem eigenen Wissenschaftsteil. Neben der allgemeinen Berichterstattung existieren Special-Interest-Zeitschriften zu Wissenschaftsthemen, in deutscher Sprache beispielsweise Spektrum der Wissenschaft, Bild der Wissenschaft, Science Notes oder das P.M. Magazin.
Wie allgemein in der Medienarbeit ist es Teil der Wissenschafts-PR, über Pressemitteilungen Mitteilungen insbesondere über Forschungsergebnisse an Journalisten zu verschicken. Bei der Verbreitung helfen Plattformen wie jene des Informationsdienstes Wissenschaft (idw), AlphaGalileo im europäischen Rahmen, oder EurekAlert der American Association for the Advancement of Science.
In der Regel werden die Pressemitteilungen über die Web-Präsenz der betreffenden Institution der Öffentlichkeit auch direkt als aktuelle Meldungen zugänglich gemacht.
In den Bereich wissenschaftlicher Öffentlichkeitsarbeit gehören Druckerzeugnisse wie Flyer, Broschüren, Jahresberichte oder zusammenfassende Werke über die Geschichte der eigenen Institution.
Die großen Wissenschaftsorganisationen geben zudem eigene Forschungsmagazine heraus, zum Beispiel die „Helmholtz Perspektiven“ der Helmholtz-Gemeinschaft, das „Fraunhofer-Magazin“ der Fraunhofer-Gesellschaft, das Magazin „leibniz“ der Leibniz-Gemeinschaft und das Wissenschaftsmagazin „MaxPlanckForschung“ der Max-Planck-Gesellschaft. Diese Magazine enthalten Darstellungen der Forschungsergebnisse aus jenen Instituten, unterscheiden sich von journalistischen Produkten aber naturgemäß durch die Abwesenheit von kritischer Berichterstattung von außen.
Für weitergehende Darstellungen sind, wie in anderen Gebieten auch, Bücher das geeignete Format. In populärwissenschaftlichen Büchern werden wissenschaftliche Inhalte auf allgemeinverständliche, aber im Idealfall dennoch gehaltvoll-informative Weise aufgearbeitet. Die Autoren sind in der Regel Wissenschaftler oder Wissenschaftsjournalisten. Sonderformen sind Bildbände als Bücher, bei denen die Abbildungen als wichtigstes Element im Vordergrund stehen. Speziell für jüngere Leser geeignet sind Bilder- und Kinderbuch.
Auch klassische Instrumente der Öffentlichkeitsarbeit finden in der Wissenschaftskommunikation ihren Einsatz. Ein Newsletter erlaubt es, Abonnenten in regelmäßigen Abständen über die eigene Arbeit und interessante Entwicklungen zu informieren. Ein solcher Newsletter kann in gedruckter Form per Post oder elektronisch per E-Mail oder über Dienste wie WhatsApp verteilt werden.

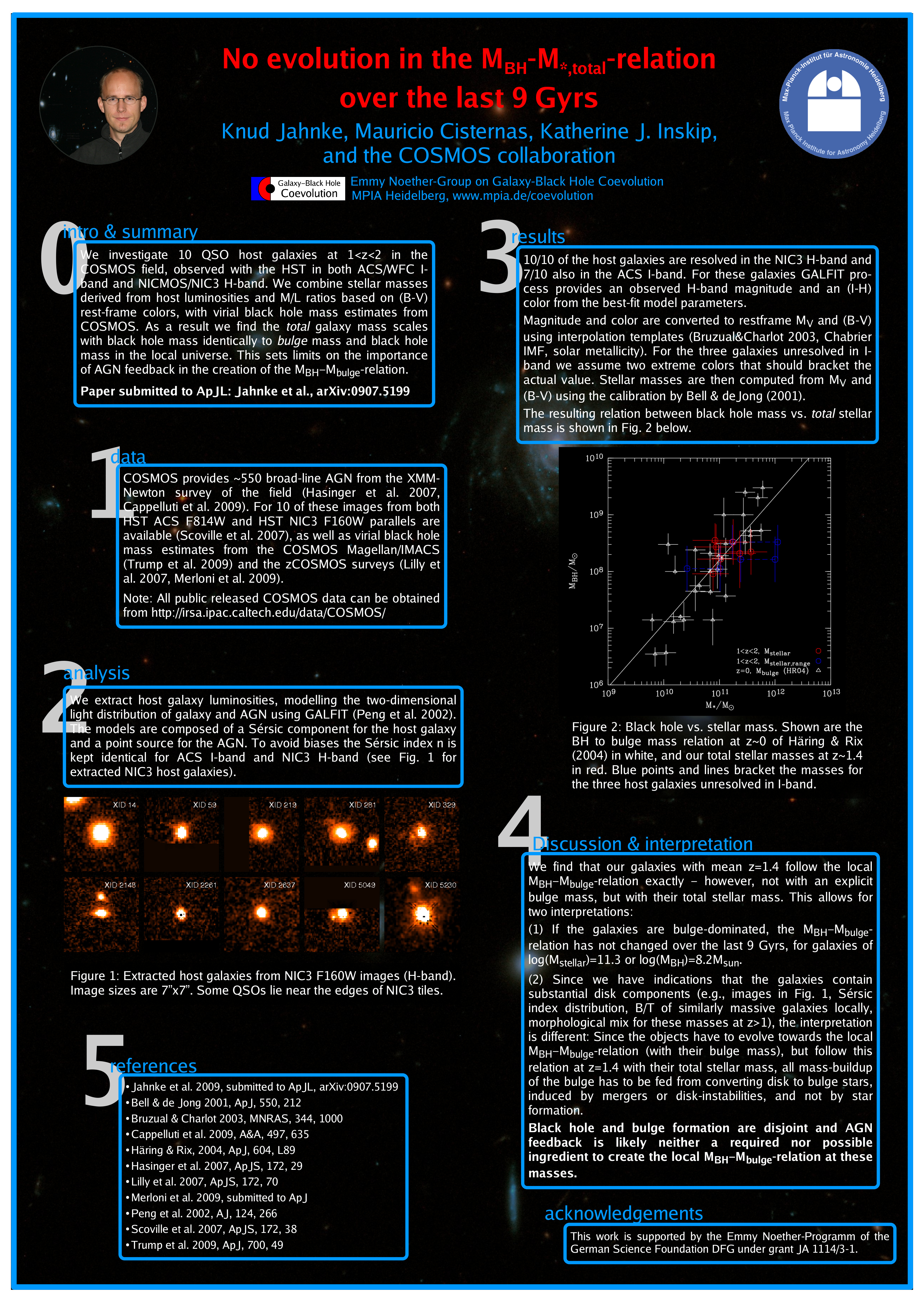
Konferenzposter für eine Postersession der Generalversammlung der Internationalen Astronomischen Union 2009

Im Rahmen der internen Wissenschaftskommunikation sind Fachartikel das wichtigste Medium zur Kommunikation eigener Ergebnisse sowie zur Erlangung eines Überblicks über ein gegebenes Fachgebiet (Reviews, synonym systematische Übersichtsarbeiten). Je nach Wissenschaftsgebiet spielen Monographien und Fachbücher ebenfalls eine wichtige Rolle bei der Kommunikation der eigenen Forschung an die wissenschaftliche Gemeinschaft. Im wissenschaftlichen Ausbildungsbetrieb wird Wissen nach wie vor auch durch Lehrbücher vermittelt.
Als Teil wissenschaftlicher Konferenzen präsentieren Forschende ihre aktuellen Ergebnissen auch in Form von Postern, also großflächigen grafischen Darstellungen mit beschreibendem Text sowie Bildern und Diagrammen. Diese Poster sind bei einer Konferenz typischerweise in einem oder mehreren Bereichen gemeinsam aufgehängt.
Konferenzen bieten dazu typischerweise Poster-Präsentationsveranstaltungen (engl. poster sessions), also Zeiträume, in denen die Konferenzbesucher den Posterbereich besuchen und mit den am Poster anwesenden Autoren kommunizieren können. Ein neueres Format ist der Poster-Slam, bei dem die Forschenden vor der Poster-Session die Gelegenheit bekommen, ihre Poster einer größeren Zuhörerschaft vorzustellen.

### Bilder

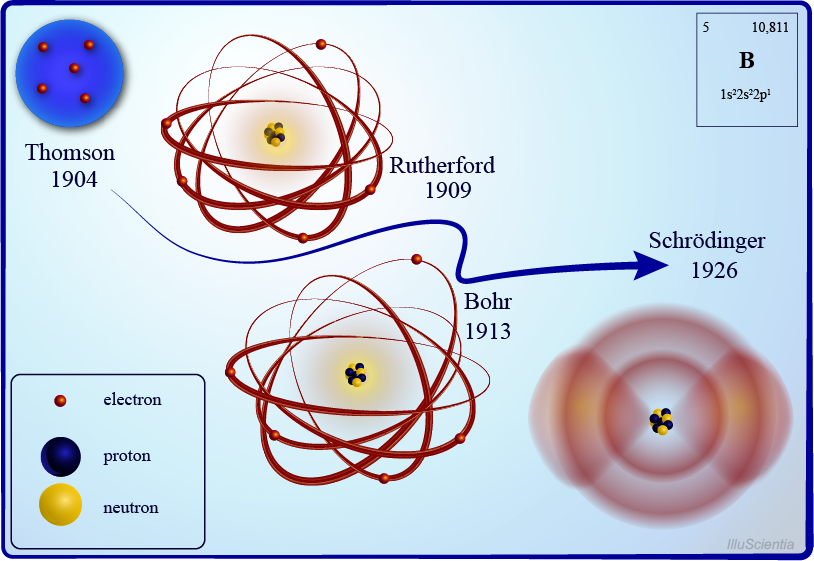
Infografik zu frühen Atommodellen

Bildmaterial kann statisch oder bewegt sein und im Zusammenhang einer Präsentation oder verschiedener Textgattungen in gedruckter Form oder online stehen. Bei einer Fotoausstellung mit wissenschaftlichen Inhalten spielt das Bildmaterial die Hauptrolle, in anderen Zusammenhängen eine unterstützende Rolle. Als spezielle Veranstaltung werden bei einem Science Photowalk Fotografen (z. B. Blogger, Twitterer) in eine wissenschaftliche Institution eingeladen, um dort zu fotografieren, bisweilen auch im Zusammenhang mit einer Ausstellung oder einem Wettbewerb.
Neben Fotos und Diagrammen spielen dabei in der Wissenschaftskommunikation Infografiken eine Rolle, die komplexe wissenschaftliche Zusammenhänge durch Visualisierungen und grafische Aufarbeitung verständlich machen.
Ein Spezialfall für wissenschaftliches Bildmaterial sind animierte GIF-Dateien, die in einem sehr komprimierten Format Animationen kurzer Dauer erlauben und beispielsweise auf sozialen Medien gerne als Blickfang eingesetzt werden.

Für die Ganzkuppel-Projektion geeignetes Bild des ESO-Observatoriums Paranal in Chile mit Teleskopkuppeln

Moderne Planetarien verfügen über die Möglichkeit, digitale Bilder in ihre (halbkugelförmigen) Kuppeln zu projizieren. Bilder und Filme für solche Ganzkuppelprojektion müssen eine geeignete Verzerrung aufweisen, um von den gängigen Projektionssystemen verarbeitet werden zu können.
Mit der typischen Verbindung von Bild und Text bieten Wissenschaftscomics eine eigene Möglichkeit, auf informelle Weise eine breite Zielgruppe mit wissenschaftlichen Inhalten zu erreichen.

### Audio, Film und Video
Eigenständige Audioformate sind Wissenschaftssendungen im Rundfunk, Wissenschafts-Hörbücher sowie online verfügbare Podcasts.
Auch Film und Video lassen sich zur Wissenschaftskommunikation einsetzen. Hier reichen die Teilformate vom einfachen Webvideo über massenmediale Formate wie Wissenschaftssendungen im Fernsehen bis hin zum Wissenschaftsfilm. Dabei kommen je nach Kommunikationsziel auch Sonderformate wie das 360-Grad-Video zum Einsatz. Für Bewegtbildformate der Wissenschaftskommunikation gibt es sowohl Wettbewerbe, wie den Wettbewerb Fast Forward Science für Wissenschafts-Webvideos, als auch regelrechte Wissenschaftsfilmfestivals.

## Wissenschaftskommunikation 2.0
Wissenschaftskommunikation 2.0 umfasst sowohl die interne als auch die externe Wissenschaftskommunikation. Die Vermittlung der wissenschaftlichen Inhalte wird dabei aber in das Internet und insbesondere in das Web 2.0 verlagert. Statt auf die herkömmlichen Kommunikationskanäle der Massenmedien zurückzugreifen, können wissenschaftliche Inhalte im Internet digitalisiert verbreitet werden. Die Begriffe Wissenschaftskommunikation 2.0 und digitale Wissenschaftskommunikation werden weitgehend synonym verwendet. Allerdings grenzt sich die Wissenschaftskommunikation 2.0 von der herkömmlichen Wissenschaftskommunikation dadurch ab, dass allgemein Web-Kommunikationsmittel verwendet werden. Mit der Bezeichnung „2.0“ ist also nicht die ausschließliche Beschränkung auf Webinhalte des Web 2.0 gemeint. So eröffnen Entwicklungen im Bereich der Künstlichen Intelligenz, beispielsweise in Form von Chatbots wie ChatGPT, neue Möglichkeiten für die Wissenschaftskommunikation.

### Formate
Generell bietet der Online-Bereich und bieten soziale Medien zahlreiche Möglichkeiten für die Wissenschaftskommunikation, insbesondere auch für die direkte Kommunikation der Forschenden untereinander und mit der Öffentlichkeit.
Wie andere Kommunikationsakteure nutzen auch Wissenschaftskommunikateure Webseiten zur Veröffentlichung von Text-, Bild-, Film- und interaktivem Material. Die Bandbreite reicht dabei von statischen Seiten (z. B. Beschreibung der eigenen Forschung oder institutsspezifische Informationen) über per Datenbank generierte Seiten (z. B. Mitarbeiterliste, Veranstaltungskalender). Auch wissenschaftsjournalistische Werke werden heutzutage oft online veröffentlicht, entweder exklusiv oder parallel zu einer Printveröffentlichung oder Ausstrahlung. Neben Übertragungen klassischer Formate auf Online-Plattformen sind auch Formate entstanden, die Möglichkeiten nutzen, wie sie nur online zur Verfügung stehen. Dazu gehört das Scrollytelling (als Kunstbegriff aus storytelling, also Geschichtenerzählen, und scrollen), bei dem der Nutzer sich per Maus oder Trackpad von oben nach unten durch eine interaktive Geschichte scrollt und dabei Bild-, Ton-, Video- und Textmaterial sowie interaktive Elemente rezipiert.

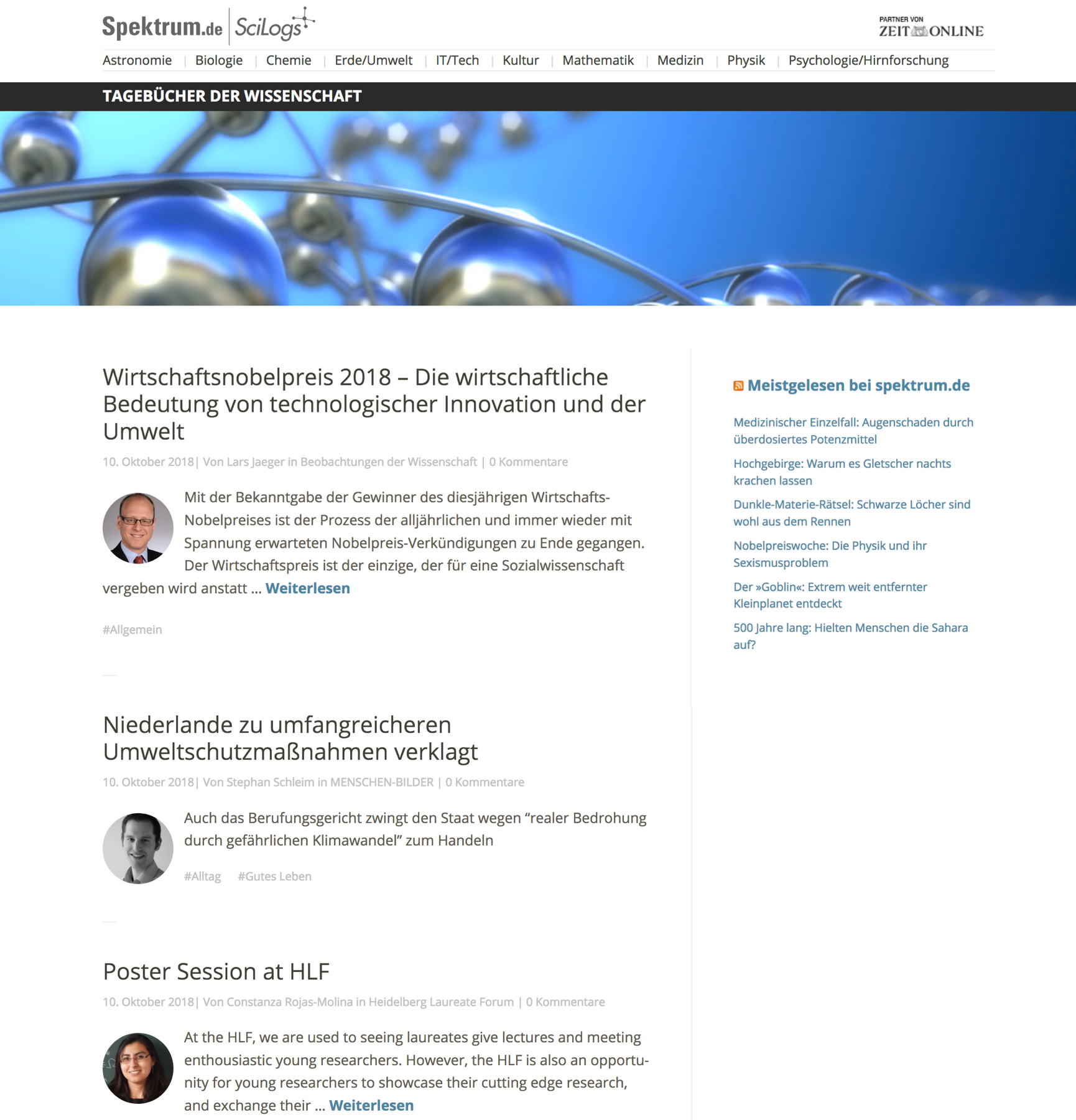
Startseite des Wissenschaftsblogportals „SciLogs“ von Spektrum.de am 10. Oktober 2018

Ein allgemeines Online-Format ist das des Wissenschafts-Blogs als Plattform, auf der einzelne Autoren oder eine Gruppe von Autoren regelmäßig Texte aus dem Umkreis der Wissenschaft veröffentlichen. Typischerweise sind diese Texte persönlicher und informeller als populärwissenschaftliche Artikel. Leser haben in der Regel direkt unter jedem Blogbeitrag Kommentarmöglichkeiten. Anhand der Blogs können Wissenschaftler eine Art Forschungstagebuch veröffentlichen, um so das Forschungsgebiet populärer zu machen und um durch die anschließend ermöglichte Diskussion neue Ansätze für die Forschung zu gewinnen. Gleichzeitig lohnt sich das Format für kleinere, negative oder Zwischen-Ergebnisse oder Vorabdarstellung längerer Untersuchungen. Blogs können für sich allein stehen oder Teil eines größeren Blogportals sein. In Deutschland gibt es die Wissenschafts-Blogportale „SciLogs“ der Spektrum der Wissenschaft Verlagsgesellschaft und „ScienceBlogs“ der Konradin Mediengruppe und „Hypotheses“. Teilweise bestehen auch Hybride mit Web-2.0-Elementen und Blogbereichen, z. B. durch Integration von Wissenschaftsblogs auf Plattformen (z. B. Thesius).
Soziale Netzwerke erlauben es, Informationen an interessierte Nutzer („Follower“) zu vermitteln und mit jenen und anderen Nutzern zu interagieren. Eine Plattform wie Facebook ermöglicht es sowohl wissenschaftlichen Institutionen, sich mit eigenen Seiten zu präsentieren und Informationen direkt an ihre Follower zu verschicken, als auch den individuellen Wissenschaftlern, untereinander und mit wissenschaftlichen Laien zu kommunizieren. Ähnliche Möglichkeiten bieten (mit begrenzter Zugriffsdauer) der Nachrichtendienst Snapchat sowie der Kurznachrichtendienst Twitter. Auf Twitter sind auch automatisierte Kommunikationsformen möglich, etwa Twitterbots, die zum Teil direkt, zum Teil in Interaktion mit Nutzern, wissenschaftliche Kurznachrichten online stellen. In der internen Wissenschaftskommunikation kann ein Twitterbot beispielsweise dabei helfen, die Forschenden auf neu erschienene Fachartikel hinzuweisen. Das Portal Instagram ermöglicht insbesondere Wissenschaftskommunikation über Bildmaterial.
Die Akteure in sozialen Medien sind entweder einzelne Nutzer oder Gruppen von Nutzern, die ein gemeinsames Nutzerkonto betreiben (z. B. als Kommunikationsstelle einer Hochschule oder eines Instituts). Für eine größere Vielfalt sorgen dabei Nutzerkonten mit wechselnden Autoren, auf Twitter beispielsweise das Konto @realsci_DE, auf dem im wöchentlichen Wechsel verschiedene Forscher, Autoren Kommunikatoren oder Künstler zu Wissenschaftsthemen schreiben. Auch akademische Einrichtungen lassen bestimmte Nutzerkonten als Teil ihrer Öffentlichkeitsarbeit gelegentlich von Gästen bespielen, etwa als „Instatakeover“ bei einem Instagram-Nutzerkonto einer Universität, oder beim @FacultyMaths-Twitterkonto, bei dem monatlich ein anderes Mitglied des Fachbereichs Mathematik der Universität Cambridge twittert.
Eine weitere Möglichkeit, Aufmerksamkeit zu generieren, besteht darin, gezielt Veranstaltungen oder Aktionen für Menschen anzubieten, die auf den sozialen Medien aktiv sind. Im Bereich der Blogs gibt es in diesem Zusammenhang „Carnivals“, während derer verschiedene Blogger untereinander verlinkt zum gleichen Thema schreiben und veröffentlicht. Auf Twitter ergeben sich Verlinkungen und Verstärkungseffekte, wenn viele Tweets denselben Hashtag verwenden. Für Veranstaltungen und Aktionen empfiehlt es sich daher, rechtzeitig zu kommunizieren, unter welchem Hashtag das betreffende Vorhaben auf Twitter rangiert. Für Twitter gibt es außerdem „Tweetups“, bei denen Twitterer gezielt zu einer Veranstaltung (Sonderführung, öffentliche Veranstaltung) eingeladen werden, um darüber live auf Twitter zu berichten.
Das Modell der sozialen Netzwerke wurde auch in den wissenschaftlichen Bereich übertragen. Damit können wissenschaftliche Artikel mit anderen Personen ausgetauscht und diskutiert werden. Anhand von Nutzerprofilen können Kontakte zu anderen Experten geknüpft werden. Beispiele für solche Plattformen sind international die Plattformen Academia.edu, Mendeley oder ResearchGate. Im deutschsprachigen Raum gibt es seit 2013 insbesondere für die postgraduierte akademische Forschung Thesius.
Auch die Teilnahme an Kollaborationsprojekten wie Wikipedia bietet für Wissenschaftskommunikatoren eine Möglichkeit, wissenschaftliche Inhalte in Form der betreffenden Einträge einer breiten Zielgruppe zugänglich zu machen. Dabei ist allerdings zu beachten, dass diejenigen, die Beitragen, verantwortungsvoll mit etwaigen Interessenskonflikten umgehen, etwa beim Berichten über die eigene Institution. Die Wikimedia-Stiftung ermutigt Institutionen, eine Stelle für einen Wikipedian in Residence auszuschreiben, also einen erfahrenen Wikipedia-Redakteur, der ehrenamtlich oder gegen Bezahlung für einen begrenzten Zeitraum bei der entsprechenden Institution seinen Arbeitsplatz hat, dabei Wikipedia-Artikel erstellt, die thematisch von seiner Verbindung mit der betreffenden Institution profitieren, und umgekehrt Mitarbeitern der Institution vermittelt, wie man sinnvoll zu Wikipedia oder ihren Schwesterprojekten beiträgt.
Eine besondere, zielgerichtete Variante der Online-Kommunikation sind Kampagnen für wissenschaftliches Crowdfunding. Dabei werden, in der Regel über spezialisierte Plattformen, über einen begrenzten Zeitraum hinweg und unter Angabe einer Zielsumme, Einzelspenden zur Finanzierung eines wissenschaftlichen Forschungs- oder Kommunikationsprojekts gesucht.
Im Kontrast zur „Wissenschaftskommunikation 1.0“ mit klassischen Medien bieten Online-Formate – „Wissenschaftskommunikation 2.0“ – sich für die Interaktion an, da viele Publikationssysteme es Nutzern ermöglichen, eigene Beiträge etwa in Form von Kommentaren zu hinterlassen. Fokussiert auf die gegenseitige Kommunikation sind Online-Foren, bei denen die Nutzer nach Themengebieten hierarchisch geordnet miteinander schriftliche Konversationen führen. Auf wissenschaftliche Themen spezialisierte Foren wie „astrotreff.de“ für die Astronomie oder „chemieonline“ für die Chemie bieten gute Möglichkeiten zur direkten Wissenschaftskommunikation.
Bei Blogs sind die Kommentarfunktion und die damit einhergehenden Interaktionsmöglichkeiten typischerweise ein wichtiger Teil des Grundkonzepts. Ein spezifisches Format, online in einen Dialog zu treten, ist Frag mich alles, im englischen Original Ask me anything (AMA). Dieses Format, bei dem sich ein oder mehrere Wissenschaftler zu einer angekündigten Zeit allen Fragen interessierter Online-Nutzer stellen, ist auf dem Portal reddit entstanden, kann aber auch auf einem eigenen Portal umgesetzt werden.
Online-Formate machen es für Wissenschaftler deutlich einfacher, aktiv als Autor an der Wissenschaftskommunikation teilzunehmen. Zusätzliche Bestrebungen zielen darauf, den gesamten Wissenschaftsdialog auf Studierende, also vertikal, zu erweitern.
Um Kosten bei der aufwendigen Entwicklung von Lerninhalten zu sparen, können diese durch Content-Sharing auf mehreren Webseiten platziert werden. Bei weniger gut indexierten Seiten kann dies auch unvorteilhaft sein, wenn die Suchmaschinenauffindbarkeit durch den Content-Tausch negativ beeinflusst wird.

### Kritische Einordnung
Mit der Entwicklung des Web 2.0 verschwimmen die Grenzen zwischen Webentwicklern und Webnutzern. Jeder Nutzer ist mithilfe der Web-2.0-Anwendungen in der Lage, Inhalte (im Fachjargon als Content bezeichnet) zu produzieren und der Allgemeinheit zu übermitteln. Von den neuen Formen der Speicherung, Veröffentlichung und Verbreitung der Inhalte im Web 2.0 profitiert auch die Wissenschaft.
Durch die Vielfalt der Kanäle besteht die Möglichkeit, die Kommunikation an fachliche, personelle, geografische und soziale Gegebenheiten anzupassen. Durch die Web-2.0-Anwendungen ergibt sich (zumindest theoretisch) eine Demokratie der Agenten/Teilnehmer. Jeder hat dadurch die Option, an der Wissenschaft teilzuhaben und ist mit den anderen Teilnehmern gleichgestellt, unabhängig vom sozialen Status oder dem akademischen Grad. Dadurch können die Kommunikationsbarrieren zwischen Personen mit unterschiedlichen sozialen Rängen verringert werden. Ein weiterer Vorteil der Wissenschaftskommunikation 2.0 ist die natürliche Einbindung externer Informationsquellen und Agenten. Experten aus außerwissenschaftlichen Bereichen können mit ihrem Wissen die Forschung unterstützen. In diesem Zusammenhang ist auch das Crowdsourcing relevant. Durch den Wissenstransfer im Web 2.0 wird die Wissenschaft transparenter und zugänglicher. Daher besteht die Hoffnung, eine größere Effizienz und Reichweite der Informationsverteilung bei zunehmender Qualität zu erreichen.
Manche Forscher, die die Wissenschaftskommunikation 2.0 ablehnen, sehen in der Kommunikation im Web 2.0 eine Ablenkung von ihrer eigentlichen Arbeit. Da durch die Anwendungen die Kommunikationsbarrieren zwischen den unterschiedlichen sozialen Rängen aufgehoben werden, können in den Diskurs auch irrelevante Meinungen und Anregungen einfließen. Bei der Unterscheidung zwischen brauchbaren und unbrauchbaren Beiträgen kann es zu Zeitverlust kommen. Deshalb wird befürchtet, dass die vereinfachte Kommunikation und Transparenz zu Ineffizienz und Qualitätseinbußen der Forschung führen könnte. Auch durch die Anonymisierung, die das Internet bietet, fällt die qualitative Einordnung anhand der Autorität des Autors weg. Die Aktualität des Internets kann außerdem ein eiligeres Veröffentlichen der Forschungsergebnisse begünstigen. Bei der Wissenschaftskommunikation im Web 2.0 findet häufig keine definierte Peer-Review statt. Auch die redaktionelle Review entfällt bei Wissenschafts-Blogs und Content-Sharing, eine definierte und kontrollierte Qualitätssicherung ist selten. Folglich umfasst das Internet wissenschaftliche Beiträge mit verschiedenen Qualitätsstufen, die vermischt werden. Aus diesen Gründen kann es häufig schwerfallen, die Seriosität der Quellen und Inhalte zu beurteilen.

## Veranstaltungsformate

### Vorträge und Präsentationen
Unidirektionale Wissensvermittlung kann über verschiedene Arten von Vorträgen und Präsentationen erfolgen. Solche Veranstaltungen können live vor Publikum erfolgen oder in Form des Abspielens von Video- oder Audioaufzeichnungen rezipiert werden.
Beim klassischen Vortrag präsentiert der Redner oder die Rednerin, in der Regel selbst in der Wissenschaft tätig, wissenschaftliche Inhalte in Worten, unterstützt von Bildmaterial (z. B. Präsentationsfolien) oder Anschauungsmaterial. Vorträge sind häufig Teil von Vortragsreihen, die an vorab festgelegten Terminen Vorträge mit einem bestimmten Oberthema bieten. Ein Spezialfall ist die öffentliche Ringvorlesung an einer Universität, bei der Vortragende aus unterschiedlichen Fachbereichen ein Thema interdisziplinär beleuchten.

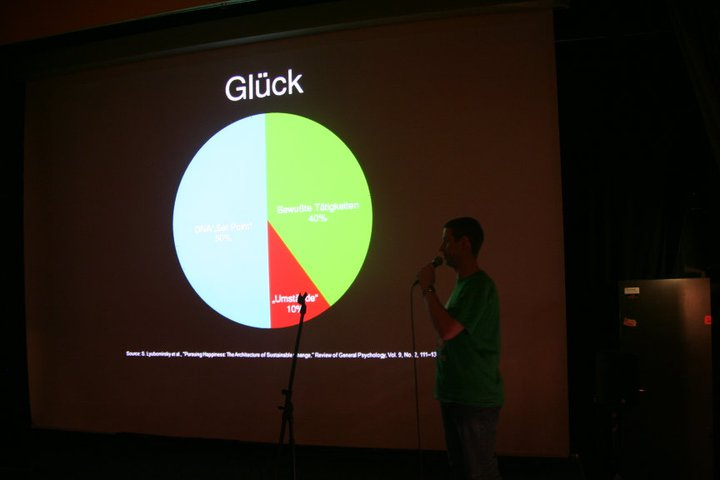
Vortrag von Tobias Müller bei einer Pecha-Kucha-Nacht in Erlangen über Positive Psychologie.

Neben dem klassischen Vortrag gibt es spezialisierte Formate wie Pecha Kucha mit strengen Randbedingungen für Zeitrahmen und Präsentation (20 Folien mit je einem Bild, automatisiert je 20 Sekunden sichtbar).
In der internen Wissenschaftskommunikation sind Konferenzen ein etabliertes Format, in dem Vorträge – sowohl im Plenum der Konferenz als auch speziellere Vorträge in Teilnehmer-Untergruppen – einen wesentlichen Bestandteil bilden.
Eine besondere Vortragsreihe bilden die TEDx-Events, bei der lokale Veranstalter Vortragsveranstaltungen im Design und mit dem grundlegenden Ablauf der TED-Konferenzen organisieren. Zum Format gehört auch, dass anschließend Videos der Vorträge online verfügbar gemacht werden.

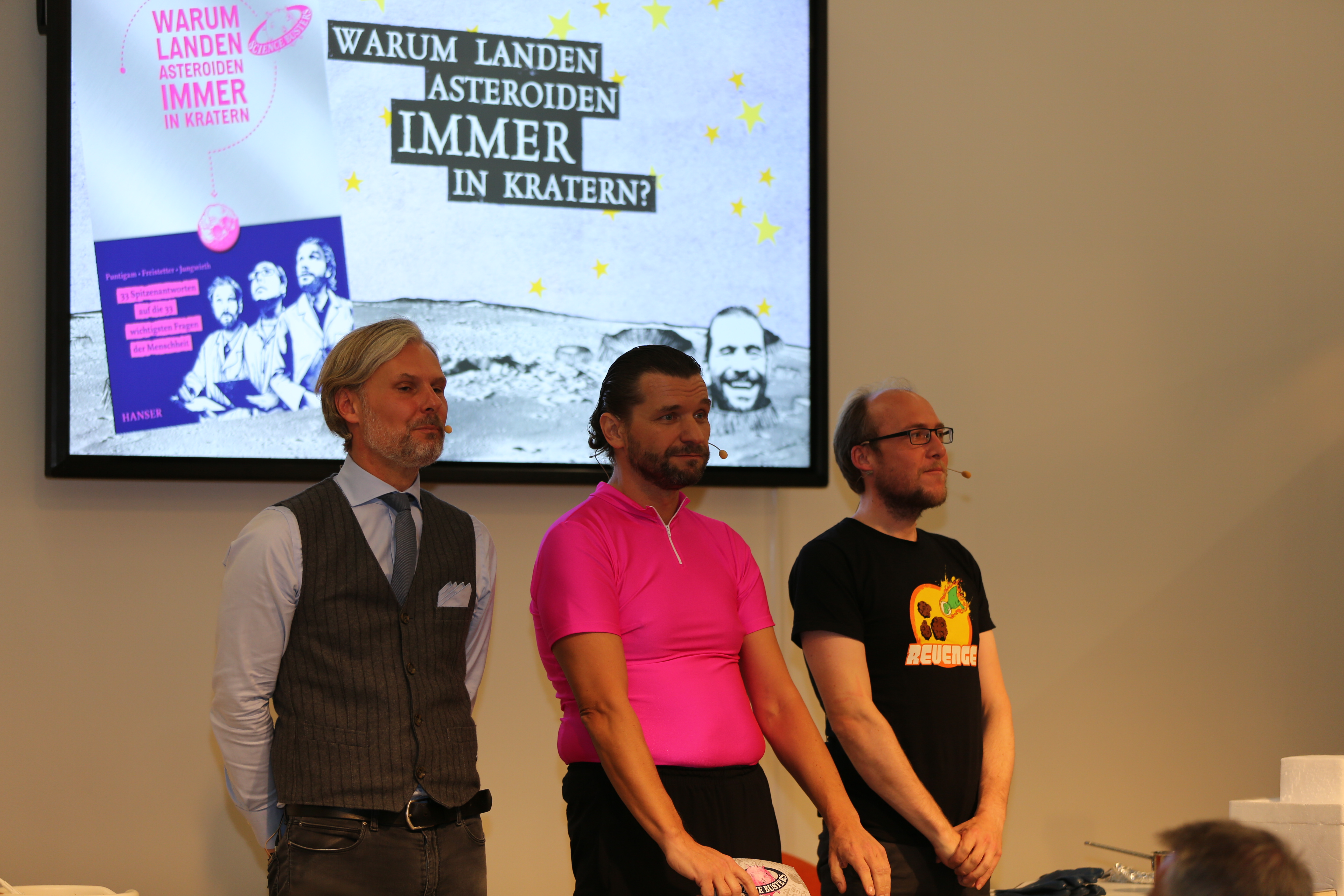
Wissenschaftskabarett: Die Science Busters Helmut Jungwirth, Martin Puntigam und Florian Freistetter während der Buchpräsentation Warum landen Asteroiden immer in Kratern? auf der Frankfurter Buchmesse 2017.

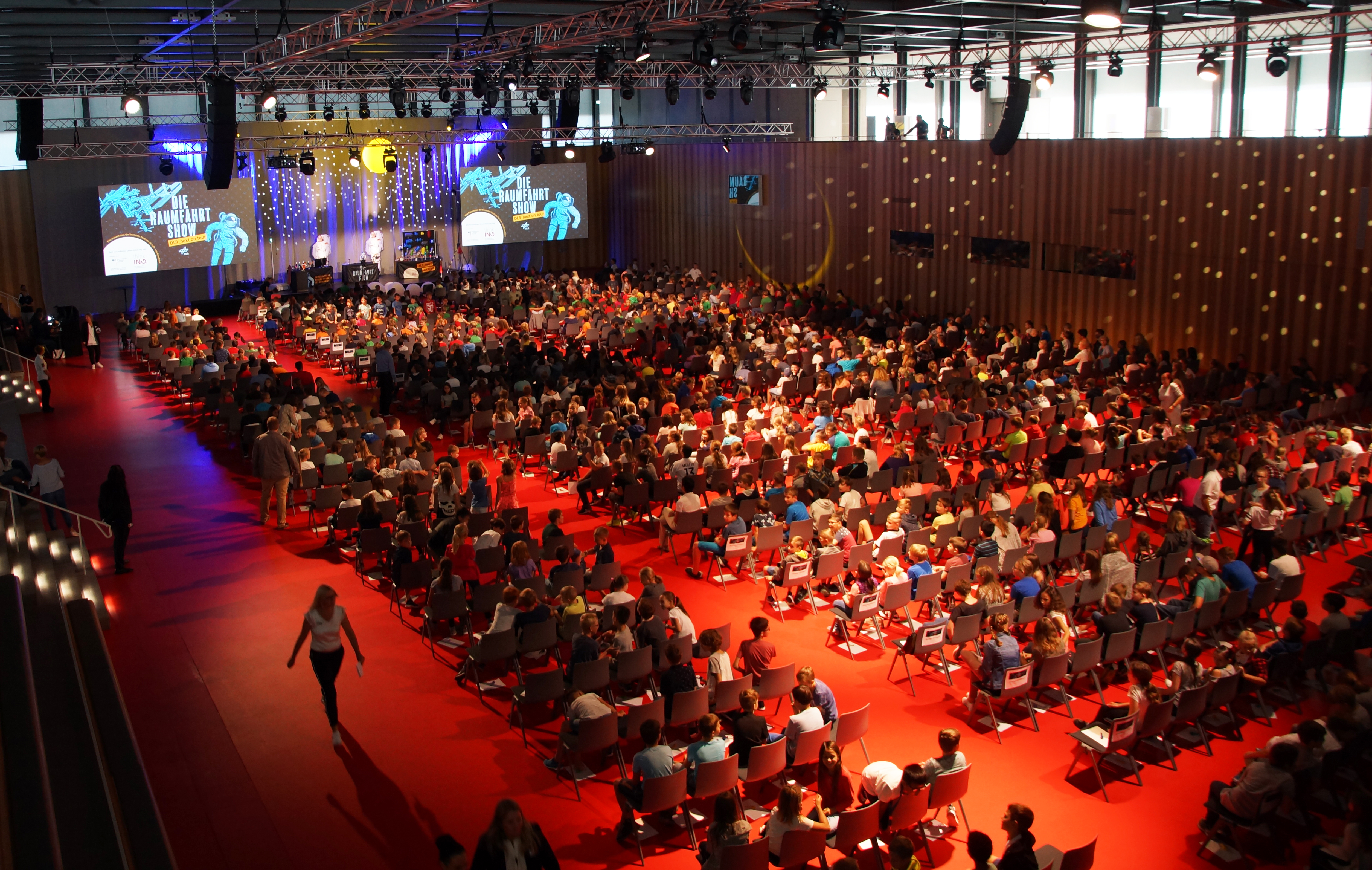
Wissenschaftsshow: Raumfahrtshow des DLR zur Mission des deutschen ESA-Astronauten Alexander Gerst im September 2018 in Künzelsau.

Ein beliebtes informelles Format ist der Science-Slam, ein ursprünglich vom Poetry-Slam inspiriertes Format informeller und unterhaltsamer Kurzvorträge von Wissenschaftlern, die durch das Publikum oder eine Jury bewertet werden. Ein internationales Wettbewerbsformat dieser Art ist das britische FameLab.
Eine Reihe von Formaten verbinden künstlerische und/oder Performance-Aspekte und Wissenschaft. Dazu gehört der Wissenschaftssong, bei dem wissenschaftliche Inhalte in Form eines Liedes präsentiert werden. In größerem Rahmen kann die Kommunikation auch als Wissenschaftstheater oder Wissenschaftsperformance mit Mitteln der darstellenden Kunst, als Wissenschafts-Show mit einer Mischung aus Schauspiel und Schauexperimenten oder als Wissenschaftscomedy bzw. Wissenschaftskabarett erfolgen.
Insbesondere für ein jüngeres Publikum geeignet ist das Format des Wissenschafts-Puppentheaters, einer Unterform des Puppentheaters, bei der Spieler mit Figuren auf einer Bühne vor Zuschauern wissenschaftliche Inhalte vermitteln.
Ungewöhnlichere Vortragsorte werden gezielt genutzt, um Menschen zu erreichen, die sich nicht für klassische Vorträge begeistern können, etwa beim Pub Science Event in Bar oder Kneipe, beim Format der Lunch Lecture mit kurzem Vortrag während der Mittagspause, direkt als Wissensbuffet mit einer Kombination aus Mahlzeit und Kurzvorträgen oder im öffentlichen Freiraum wie bei Soapbox Science.
Aufzeichnungen von Vorträgen auf Video machen das Gesagte auch nach dem eigentlichen Vortragstermin zugänglich. Weitere Arten der Vortragsdokumentation sind die schriftliche Ausarbeitung sowie das Graphic Recording, bei dem der Vortrag in Echtzeit übersichtlich auf einer großen Papierwand festgehalten wird.

### Interaktive Veranstaltungen
Diskussionsformate ermöglichen den direkten Austausch zwischen Wissenschaftsakteuren und der allgemeinen Öffentlichkeit. Solche Formate sind insbesondere im Rahmen einer Wissenschaftskommunikations-Auffassung wichtig, die nicht nur unidirektional kommuniziert („Wissen vermittelt“), sondern in einen Dialog mit der Öffentlichkeit treten will.
Spezifische Diskussionsformate sind:
- ein Science Cafe, das in einem Café oder einer anderen Art von Gaststätte Kurzvorträge eingeladener Experten mit einer anschließenden Diskussion in größerer Runde oder an einzelnen Tischen verbindet[79]
- das World Cafe, dessen Struktur sich an für diesen Zweck aufgebauten beschreibbaren Tischen orientiert;[80]
- das Schülerparlament, das als Vorbild die Plenardebatten eines Parlaments hat;[81]
- die Unterhausdebatte, die sich am englischen Unterhaus orientiert und bei der auf zwei Expertenbeiträge zu einer kontroversen Frage mit zwei Antworten eine Diskussion folgt, in deren Verlauf sich all diejenigen, die dieselbe Antwort für richtig halten, auf dieselbe Seite der Sitzanordnung setzen[82]
- Science-Speeddating, bei dem in rascher Folge mehrere kurze Gespräche zwischen den Teilnehmenden angebahnt werden;[83]
- die Fishbowl-Diskussion mit 4 bis 5 Diskutierenden in einem Stuhlkreis von Zuhörern[84] sowie
- die Bürgerkonferenz als ergebnisoffenes Verfahren, in dem Bürger sich eine Meinung zu (insbesondere kontroversen) Wissenschaftsthemen bilden und ihre Position in die politische Debatte einbringen können.[85]

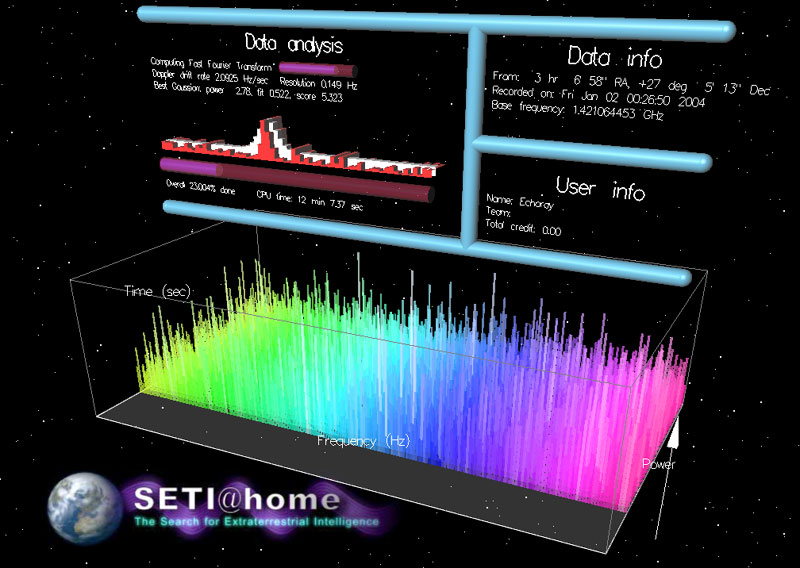
Der Bildschirmschoner des neuen SETI@home-Clienten mit BOINC

Ein Format, bei dem Bürger unabhängig vom Stand ihrer wissenschaftlichen Vorbildung selbst zur Forschung beitragen können, sind die Bürgerwissenschaften (Citizen Science). Sie umfasst Projekte, bei denen Teilnehmer entweder selbst Daten erheben und analysieren oder auch, wie bei SETI@home, die Rechenleistung ihrer heimischen Computer für Forschungsprojekte zur Verfügung stellen. Als Veranstaltungsart lässt sich Citizen Science auch im Rahmen eines Hack Day durchführen, also als Veranstaltung, während der die Teilnehmer, entweder nur Wissenschaftler des betreffenden Gebiets oder Wissenschaftler und interessierte Laien, gemeinsam an der Lösung eines vorab festgelegten Problems arbeiten.
Bei Wettbewerben werden Teilnehmer durch die Möglichkeit, interessante Aufgaben zu lösen und dafür Preise zu gewinnen, zur Teilnahme animiert. Bei einem Fotowettbewerb beispielsweise sind es Fotos mit Wissenschaftsbezug, die eingereicht und prämiert werden, während beim Ideenwettbewerb möglichst gute Ideen etwa zur Lösung eines spezifischen Problems gesucht werden. Beim Adventskalender-Wettbewerb wird vom Monatsanfang des Monats Dezember an bis Weihnachten jeden Tag eine neue wissenschaftsbezogene Rätselaufgabe gestellt.
Eine spielerische Auseinandersetzung mit Wissenschaft ermöglichen entsprechende Gesellschaftsspiele oder Computerspiele mit wissenschaftlichen Inhalten.
Eine besondere Form der Interaktion erfolgt im Live Escape Room: Rahmenhandlung dieses Spiels ist, dass die Teilnehmenden in einem Raum eingeschlossen sind und eine vorgegebene Reihe aufeinander aufbauender Aufgaben mit Wissenschaftsbezug lösen müssen, um ihre Freiheit wiederzuerlangen. Ebenfalls mit aufeinander aufbauenden Aufgaben, die in diesem Falle allerdings zu einem Zielort führen (und nebenbei die Erkundung eines weiteren Areals einschließen), arbeitet die Science Rally. Um Quizfragen aus dem Wissenschaftsbereich geht es dagegen beim wissenschaftlichen Pubquiz (Kneipenquiz), bei dem in einer Kneipe in lockerer Atmosphäre verschiedene Teams um Preise wetteifern.
Sowohl in der externen als auch in der internen Wissenschaftskommunikation sind an die Seite des klassischen Konferenz-Formats interaktive Formate wie Barcamp oder Unkonferenz getreten, die den strikt organisierten Ablauf klassischer Konferenzen durch einen Ablauf ersetzen, bei dem die Themen der einzelnen Unterveranstaltungen erst am Veranstaltungstag selbst von den Teilnehmern festgelegt werden. Solche interaktiven Formate können für sich alleine stehen oder Teil größerer Tagungen sein.

### Veranstaltungsrahmen

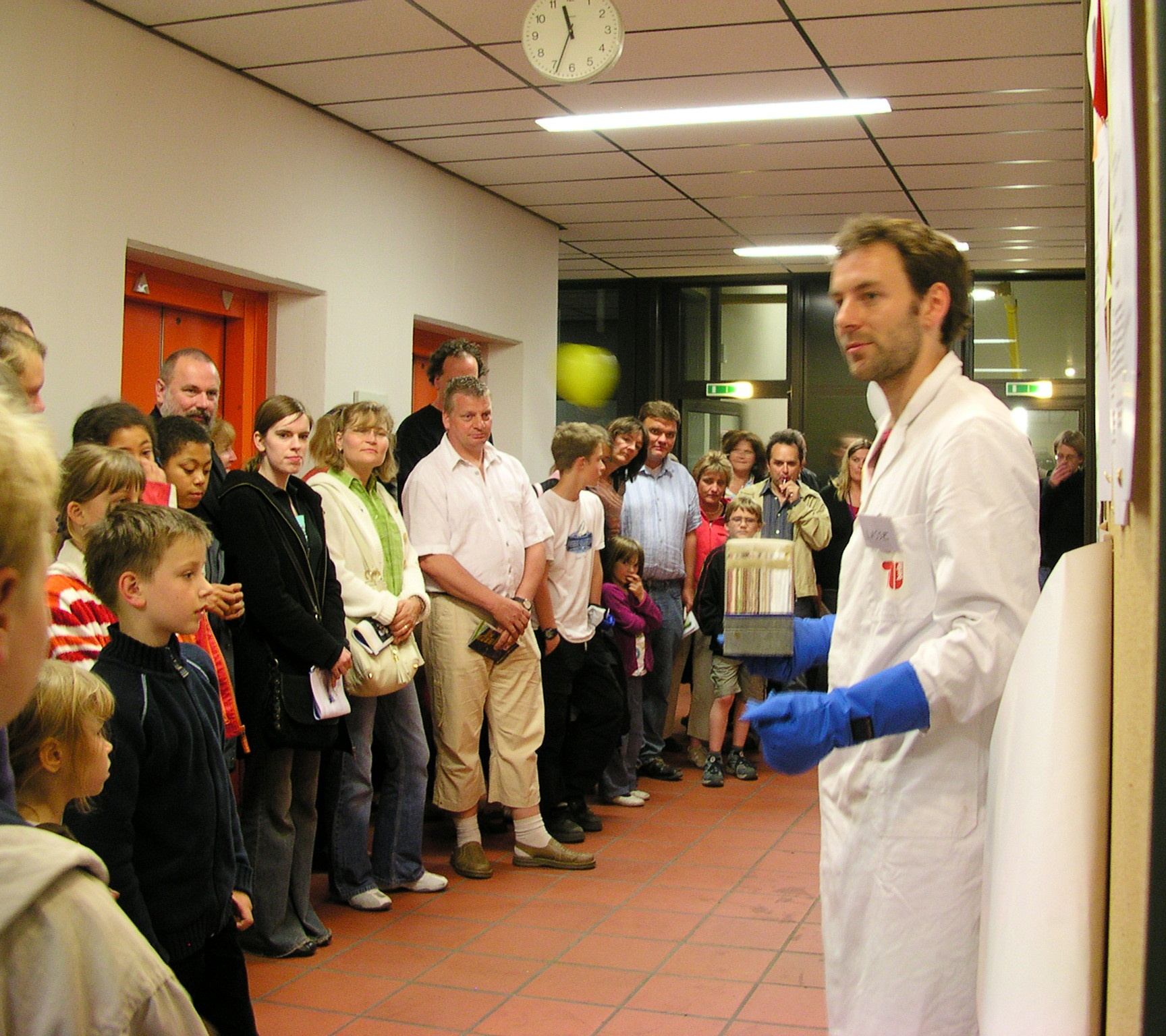
Veranstaltung der TU Berlin im Rahmen der Langen Nacht der Wissenschaften 2006

Veranstaltungen der Wissenschaftskommunikation können separat, aber auch als Teil eines übergreifenden Konzepts stattfinden. Ein jährlich übergreifendes Thema bieten in Deutschland die Wissenschaftsjahre, die vom Bundesministerium für Wissenschaft und Forschung und der Initiative Wissenschaft im Dialog ausgerichtet werden. Ein anderes Beispiel für einen Jahresrahmen war das internationale Jahr der Astronomie 2009.
Lokal oder regional kann ein Wissenschaftsfestival eine Klammer für Veranstaltungen über einen begrenzten Zeitraum hinweg an einem oder mehreren Veranstaltungsorten bilden. Ein Beispiel sind die jährlich an einem anderen Standort stattfindenden Highlights der Physik des Bundesministeriums für Wissenschaft und Forschung und der Deutschen Physikalischen Gesellschaft.
Ein besonderes Format ist eine Lange Nacht der Wissenschaften, in deren Rahmen lokale Wissenschaftseinrichtungen ihre Türen bis spät in die Nacht öffnen und den Besuchern Informations- oder Unterhaltungsveranstaltungen bieten.
Die Europäische Union schreibt regelmäßig eine European Researchers’ Night aus, um deren Ausrichtung sich Wissenschaftsstandorte bewerben können.
Wissenschaftliche Institutionen können sich natürlich auch in andere übergreifende Veranstaltungsrahmen einpassen, etwa bei dem jeweils am 3. Oktober stattfindenden „Türöffnertag“ der Fernsehsendung Die Sendung mit der Maus oder im Falle historischer Institutsgebäude am Tag des offenen Denkmals.

## Orte

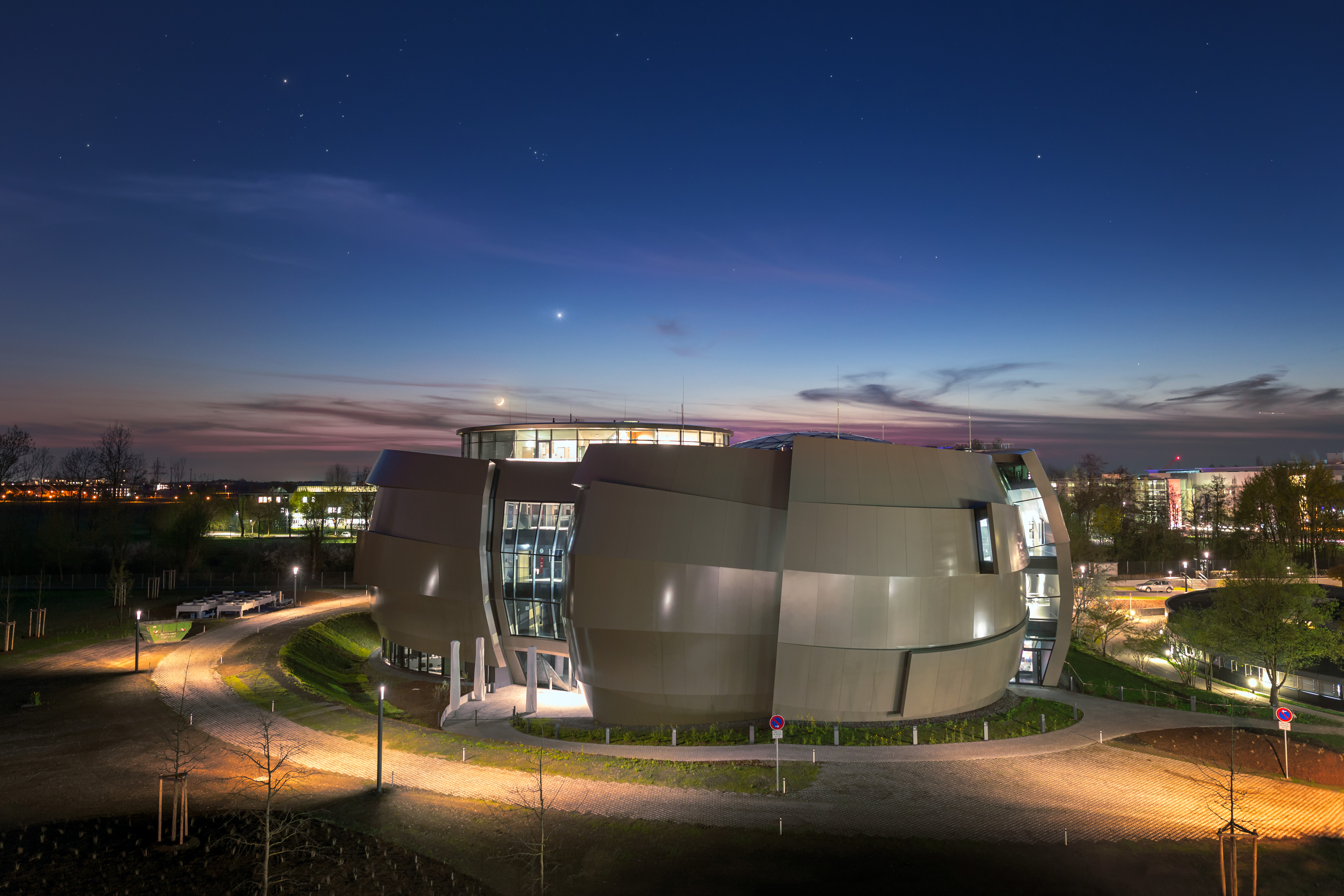
Die ESO Supernova der Europäischen Südsternwarte (ESO) als Beispiel für ein Besucherzentrum einer Wissenschaftsorganisation

In der Wissenschaftskommunikation spielen bestimmte Örtlichkeiten (Gebäude, Institutionen) eine besondere Rolle.

### Forschungsinstitutionen
Das sind zum einen die Orte, an denen Wissenschaft und Forschung als solche betrieben werden. Bei einer Institutsführung macht eine wissenschaftliche Organisation ihre Räumlichkeiten (begrenzt) für Außenstehende zugänglich und vermittelt Inhalte zu ihrer Arbeit am Originalschauplatz. In einem größeren Rahmen werden Institutionen bei einem Tag der offenen Tür zugänglich, der sonst nicht zugängliche Räumlichkeiten öffentlich zugänglich macht, typischerweise zusammen mit einem Begleitprogramm von Vorträgen, Demonstrationsexperimenten und ähnlichen Aktionen.
Eine Reihe von Institutionen haben ein Besucherzentrum als festen Ort für Außenstehende, meist die allgemeine Öffentlichkeit. Oft in der Art eines Science Center mit interaktiven und klassischen Exponaten ausgeführt, bietet das Besucherzentrum einen direkten Überblick über die wissenschaftlichen Tätigkeiten der Institution.
Im Rahmen von Messen und anderen Veranstaltungen kann ein Infostand wissenschaftliche Inhalte oder die Arbeit einer bestimmten Wissenschaftsorganisation präsentieren.

### Science Center, Museen, Planetarien

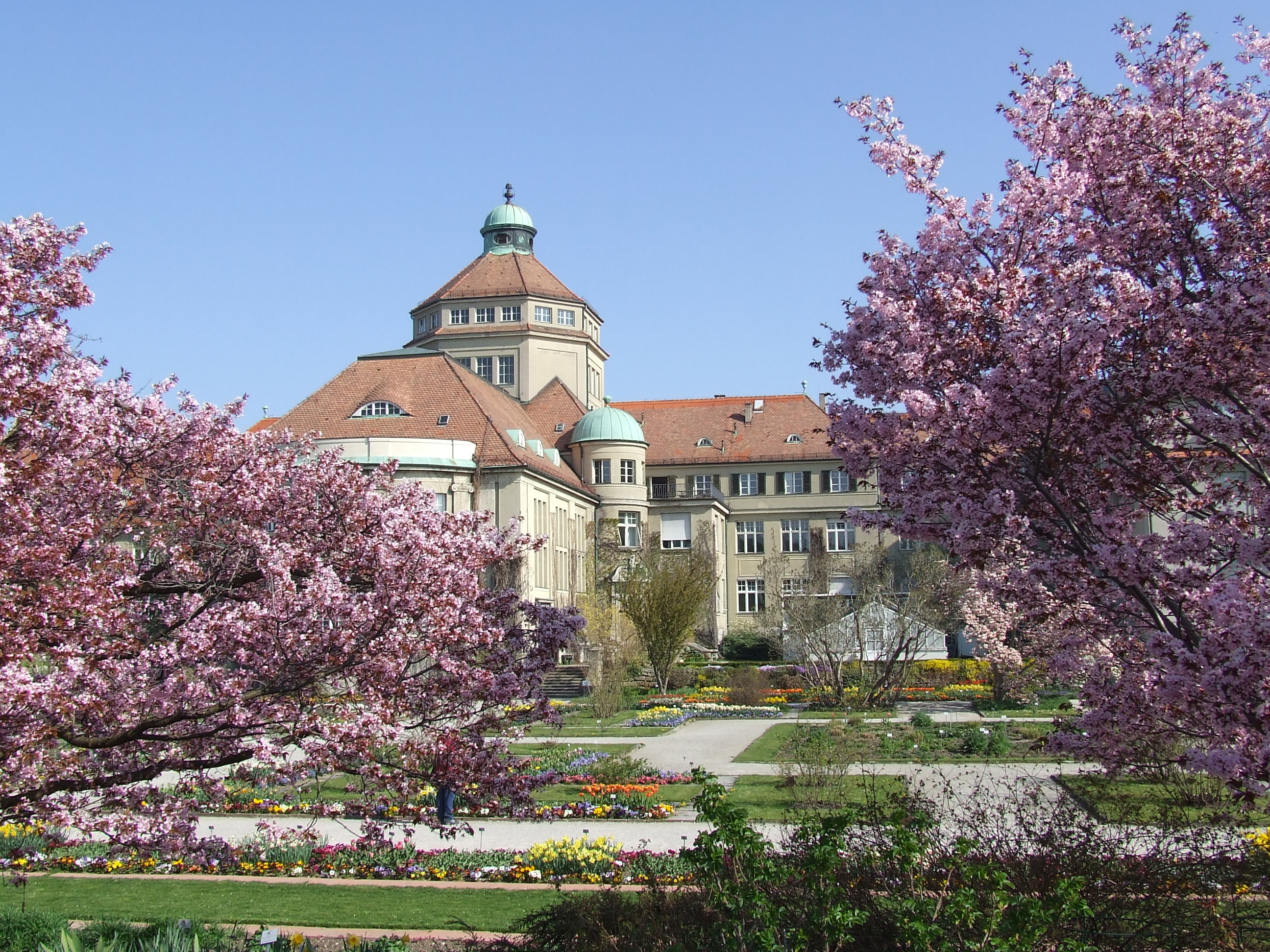
Frühlingshafter Schmuckhof des Botanischen Gartens München

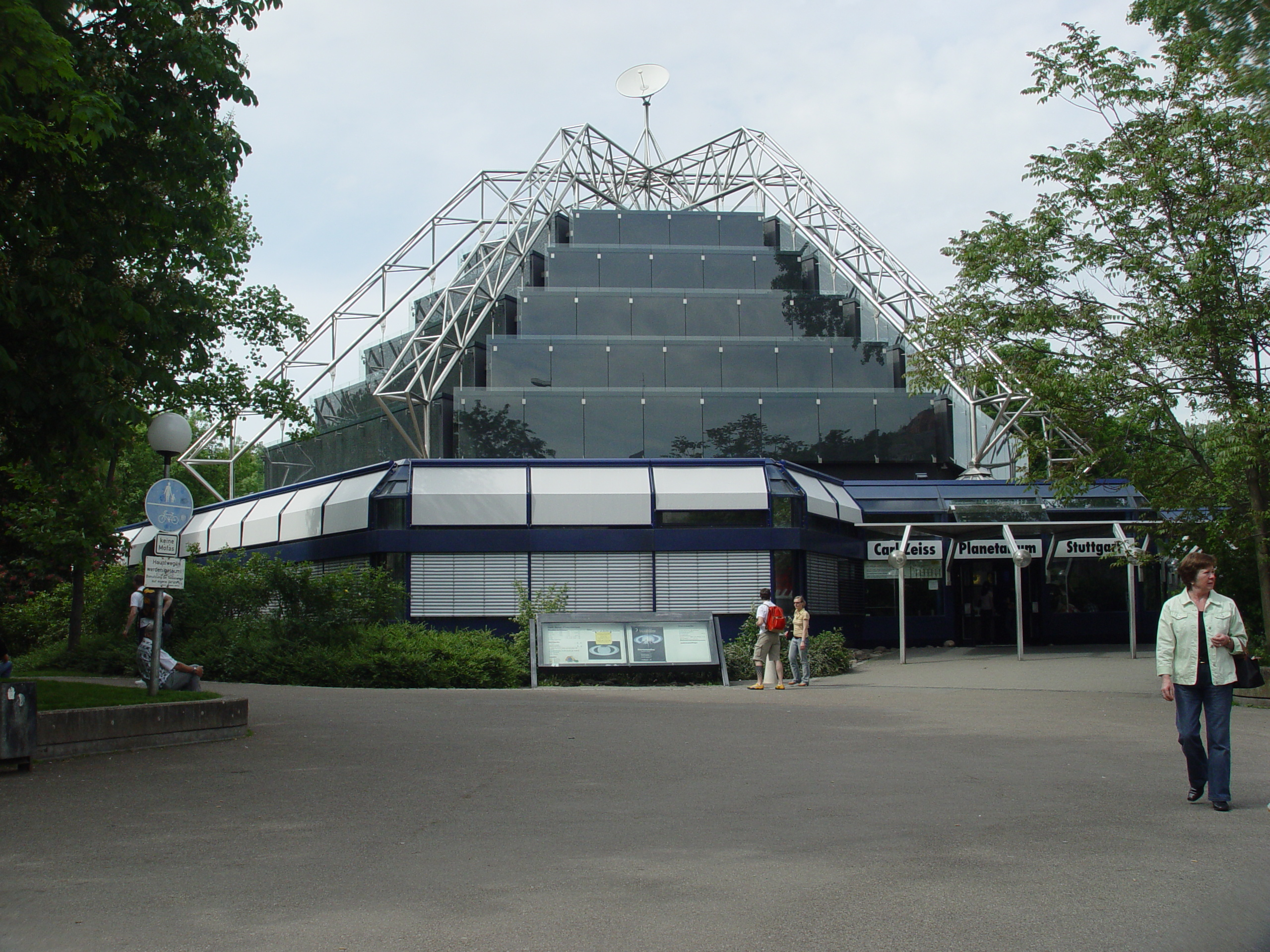
Carl-Zeiss-Planetarium Stuttgart

Neben den Orten, an denen Forschung betrieben wird, stehen Orte, bei denen Wissenschaftskommunikation ein maßgeblicher Teil ihres Daseinszwecks ist. Hierzu gehören Science Center, deren Schwerpunkt typischerweise auf interaktiven Exponaten liegt, und Museen mit einem allgemeinen Schwerpunkt auf Exponaten sowie der Sonderform Freilichtmuseum. Zusätzlich zu realen Sammlungen sind dabei Digitale Museen möglich, die Ansichten von Exponaten mit den zugehörigen Informationen online via Internet zugänglich machen.
Bei Führungen können die Sammlungsbestände von Museen und Science Centern mithilfe eines kundigen Führers genauer erkundet werden. Dazu gehören auch Vorführungen, bei denen beispielsweise in Technikmuseen bestimmte Exponate in Betrieb genommen oder Schauexperimente präsentiert werden. Eine Sonderform der Führung ist die Taschenlampenführung, bei der eine Sammlung nachts im Licht mitgebrachter Taschenlampen erkundet wird. Ein Sleepover, also eine Übernachtungsveranstaltung im Museum, bietet eine Möglichkeit, die Sammlung noch einmal in ganz anderer Weise zu erleben, und Sonder-Öffnungszeiten nur für Kinder, oder auch nur für Erwachsene, erhöhen die Vielfalt der Museumserlebnisse.
Auch Zoologische Gärten und Botanische Gärten sind Orte der Wissenschaftskommunikation.
Einen Schwerpunkt auf die Astronomie legen Planetarien mit Vorführungen in Kuppelprojektion. Moderne Planetarien mit digitalen Projektionssystemen zeigen allerdings auch zunehmend Material aus anderen Wissenschaftsbereichen. Eine Sonderform eines transportablen Orts der Wissenschaft ist ein mobiles Planetarium, das in einem aufblasbaren Zelt eine Kuppelprojektion mit astronomischen oder anderen Inhalten ermöglicht. Eigene astronomische Beobachtungen, etwa in Form von Sternführungen, bieten Volkssternwarten an, die oft von amateurastronomischen Vereinen getragen werden.
Weitere auf Wissenschaftskommunikation ausgerichtete Orte sind Häuser der Wissenschaft oder, auf kleinerer Skala, Wissenschaftsläden als Begegnungs-, Veranstaltungs- und/oder Forschungsstätten, deren Angebote von Vorträgen und Ausstellungen über Citizen Science bis zu Workshop- und Diskussionsveranstaltungen reichen.

### Ausstellungsorte

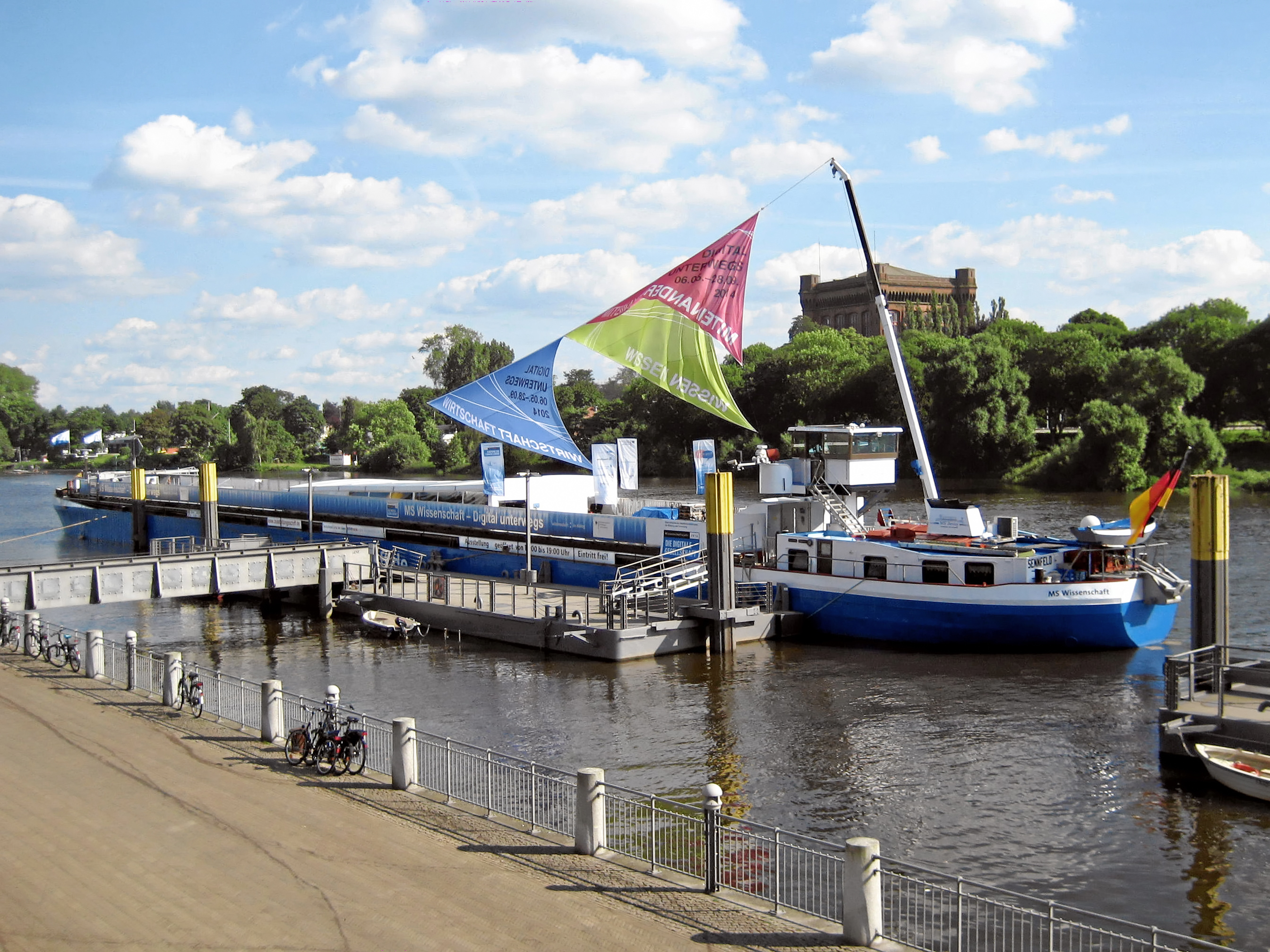
MS Wissenschaft mit der Ausstellung „Digital unterwegs“ im Jahr 2014 (hier in Bremen)

Temporär werden Ausstellungsräumlichkeiten zum Ort der Wissenschaft, wenn darin Ausstellungen mit wissenschaftlichem Inhalt zu sehen sind. Ausstellungen können Kunstwerke oder andere Exponate mit Wissenschaftsbezug, aber auch interaktive Exponate ähnlich denen eines Science Center umfassen. Eine Sonderform ist die Bürgerausstellung, die in Porträts, mit Fotos und Interviews wissenschaftsbezogene Interessen, Probleme und Konflikte von Bürgern sichtbar macht, oder durch Wissenschaft inspirierte Kunstausstellungen.
Ausstellungen können einmalig an einem bestimmten Ort stattfinden oder als Wanderausstellungen nacheinander an verschiedenen Standorten zu sehen sein. Eine besondere Wanderausstellung, die in Deutschland regelmäßig mit dem Thema des jeweiligen Wissenschaftsjahrs unterwegs ist, ist das Binnenschiff MS Wissenschaft mit einer schwimmenden Ausstellung an Bord.
Das Format Meet the Scientist ermöglicht es bei Ausstellungen, die in Zusammenarbeit mit Wissenschaftlern entstanden sind, im Rahmen einer Veranstaltung direkt am Ausstellungsstück mit den betreffenden Wissenschaftlern zusammenzutreffen.

### Denkmäler, Plaketten, Lehrpfade

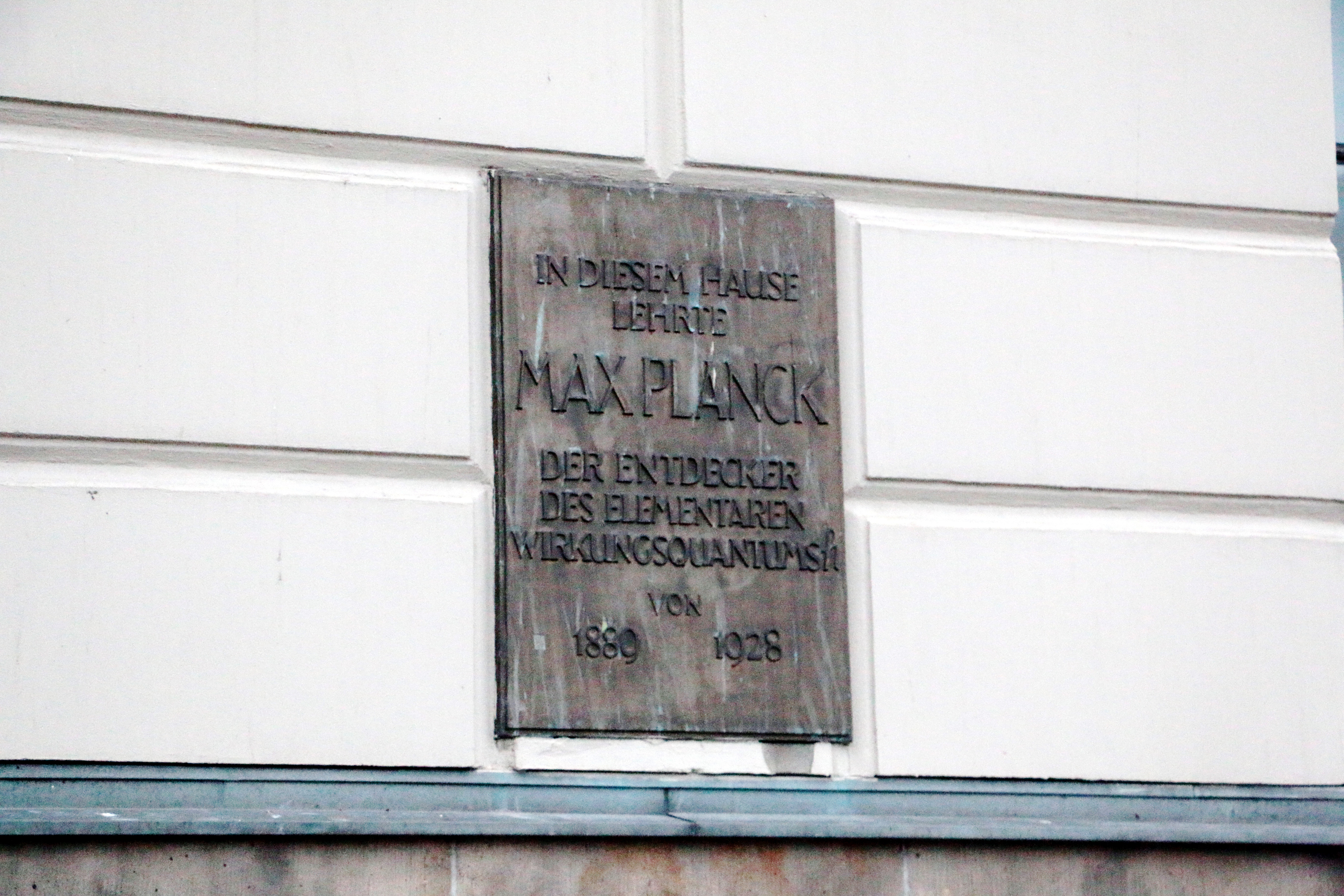
Gedenktafel für Max Planck am Hauptgebäude der Humboldt-Universität Berlin

Denkmäler, Plaketten oder Gedenktafeln können wissenschaftliche Bezüge des Anbringungsorts kommunizieren – etwa die Wirkungsstätten bedeutender Forscher.

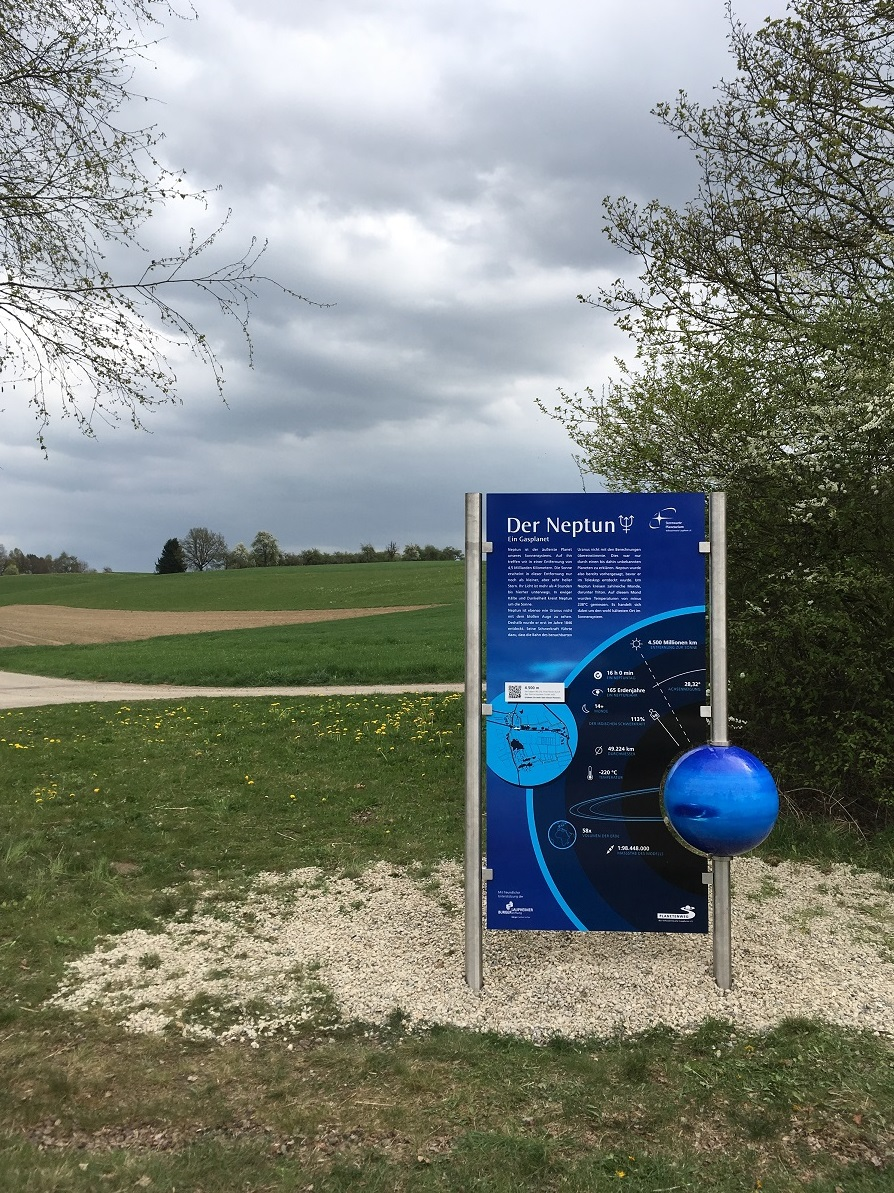
Station „Neptun“ des Laupheimer Planetenwegs (Volkssternwarte Laupheim e. V.)

Wissenschaftskommunikation vor Ort schließt auch Lehrpfade ein, typischerweise mit Stationen, die den Teilnehmern Informationen zu der direkten Umgebung liefern, in der sie sich befinden. Die Sonderform des Planetenwegs als maßstabsgetreue Anordnung der Planeten des Sonnensystems erlaubt es, in dieser Form relative Distanzen in unserer kosmischen Umgebung erfahrbar zu machen.

### Virtuelle Orte
Virtuelle, also nur in digitaler Form existierende Orte der Wissenschaft lassen sich durch Virtuelle Realität immersiv erkunden. Beispielsweise können Teilnehmer mit Hilfe von 3D-Brillen oder in einem CAVE Erfahrungen in elektronisch codierten „Wissenschaftslandschaften“ sammeln. Die Kombination von Orten in der realen Welt mit virtuellen Elementen, die oft zusätzliche Informationen zur Verfügung stellen, ist charakteristisch für Augmented Reality (erweiterte Realität).

## Bildungsbereich

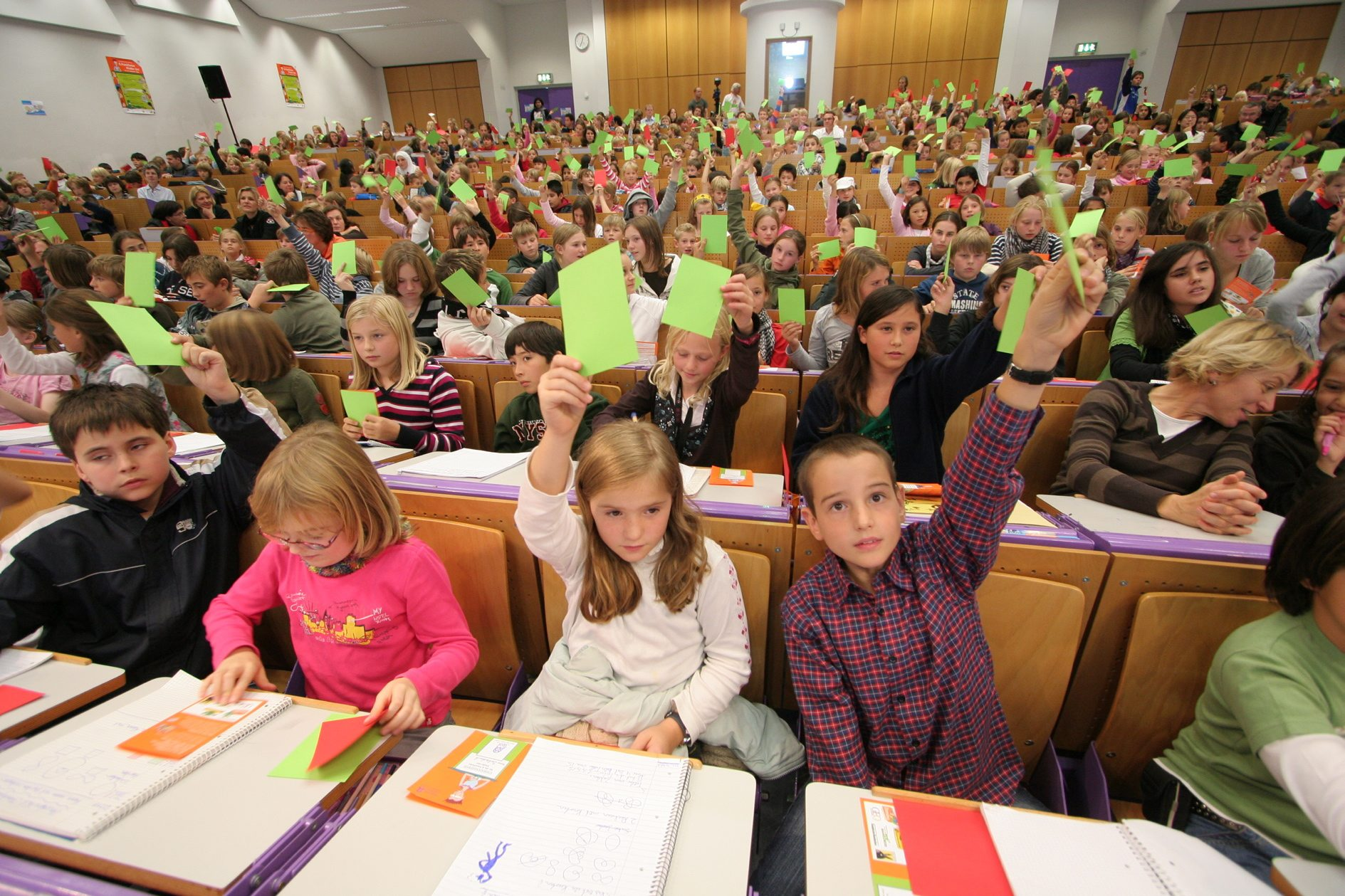
Kinderuni in Frankfurt am Main (2009).

Ein Teil der Wissenschaftskommunikation betrifft die Bildungsarbeit, die oft im Kontext von oder in Zusammenarbeit mit Bildungsinstitutionen wie Universitäten oder Schulen stattfindet.
Neben der wissenschaftsinternen Wissenschaftskommunikation des regulären Studienbetriebs bieten Universitäten Veranstaltungen mit größerem Hörerkreis, etwa im Rahmen eines Studium generale, Angeboten für Gasthörer oder als Sonderform MOOCs, also Online-Kurse mit großer potenzieller Teilnehmerzahl, die auch außerhalb des herkömmlichen Studienbetriebs eine tiefere Auseinandersetzung mit wissenschaftlichen Inhalten ermöglichen.
In der Schule wird Wissenschaft im Rahmen der formalen Bildung hauptsächlich von Fachlehrern im Rahmen regulärer Schulfächer kommuniziert.
Auch Wissenschaftlern bietet Schule direkte Gelegenheiten zur Kommunikation. Ein klassisches Format ist dabei der Besuch in der Schule zu Vortrag und Diskussionsrunde mit den Schülern. Wo die Vermittlung nicht über Verwandtschafts- oder Bekanntschaftsverhältnisse (z. B. Besuch eines Elternteils) zustande kommt, helfen geeignete Plattformen wie das Portal Forschungsbörse oder Projekte wie „Ring-a-scientist“, das Videokonferenzen zwischen Forschern und Schulklassen vermittelt. Auch Projekttage oder ein „Junior Science Cafe“, bei dem Schüler eine Gesprächsrunde zu einem wissenschaftlichen Thema organisieren und dazu geeignete Experten einladen, bieten Möglichkeiten zum Austausch.
Schüler mit Universitäten in Kontakt zu bringen gelingt frühzeitig mit Kinderunis, also mit speziell auf jüngere Kinder zugeschnittenen Veranstaltungen wie Vorlesungen und Workshops, die in der Universität abgehalten werden. Auch im Rahmen von bundesweiten Aktionen wie Girls’ Day oder Boys’ Day können sich Wissenschaftseinrichtungen beteiligen, um Einblicke in ihren Berufsalltag zu geben. Für ältere Schüler besteht die Möglichkeit eines Probestudiums oder Schnupperstudiums, um Einblicke in Studieninhalte und Studienalltag zu gewinnen, sowie die Möglichkeit eines schulbegleitenden Schülerstudiums oder Juniorstudiums. Aus logistischen Gründen (Vereinbarkeit mit dem Schulbesuch) wird ein Juniorstudium häufig in Form von E-Learning oder Blended Learning absolviert.
Eine andere Art von Kontakt stellen Schülerlabore dar, die von Universitäten, Forschungseinrichtungen, Science Centern, Museen, Technologie- und Gründerzentren oder Firmen betrieben werden und Schülern als außerschulische Lernzentren die Möglichkeit bieten, im Klassenverband Experimente durchzuführen, die über die Möglichkeiten der Schule hinausgehen.
Als Beitrag zur Lehrerbildung, und damit zur Vermittlung ihres Faches, bieten verschiedene Fachgesellschaften, Institute und Stiftungen Lehrerfortbildungen an oder tragen zu den Fortbildungen der Kultusministerien bei.
Schüler können sich außerdem bei Schülerwettbewerben wie etwa Jugend forscht beteiligen, bei denen die Erfüllung von Aufgaben mit Wissenschaftsbezug (beispielsweise eigene Forschungsprojekte) bewertet wird. Größere Schülerwettbewerbe können mehrere Ebenen bis zur Bundesebene haben. Wissenschaftsolympiaden wie die Internationale Physikolympiade oder die Internationale Chemieolympiade werden international mit einer nationalen Vorauswahl abgehalten.

## Historische Entwicklung

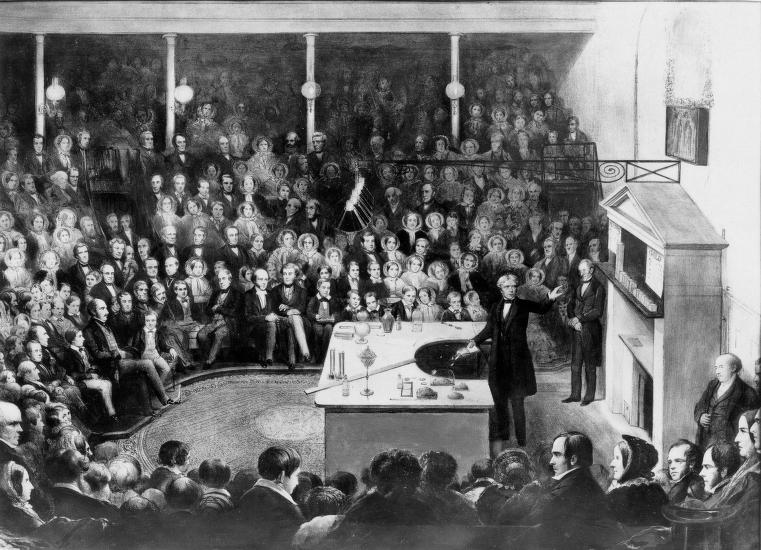
Lithografie von Alexander Blaikley (1816–1903), die Michael Faraday am 27. Dezember 1855 bei einer seiner Weihnachtsvorlesungen zeigt, an der auch Prinz Albert und Prinz Alfred teilnahmen.

Die Wissenschaftskommunikation entstand parallel zur Professionalisierung und öffentlichen Finanzierung der Wissenschaft im 19. Jahrhundert. Einige der ersten Vortragsreihen haben sich bis in die heutige Zeit erhalten, wie etwa die Weihnachtsvorlesung der Royal Institution in Großbritannien. Auch in Deutschland sind bereits im 19. Jahrhundert öffentliche, im heutigen Sinne populärwissenschaftliche Vorlesungen überliefert, etwa die Vorlesungsreihe „Über das Universum“ von Alexander von Humboldt in der Sing-Akademie zu Berlin aus den Jahren 1827–1828.
Eine frühe Institution der Wissenschaftskommunikation war die von Max Hirsch im Jahr 1878 gegründete Humboldt-Akademie mit dem Ziel, „solchen Personen, welche die Universität nicht besuchen können oder bereits verlassen haben, durch systematische Vortragscyklen und andere geeignete Mittel Gelegenheit zu einer harmonischen wissenschaftlichen Weiterbildung zu geben und sie in Zusammenhang mit den Fortschritten der sich entwickelnden Wissenschaft zu halten“.

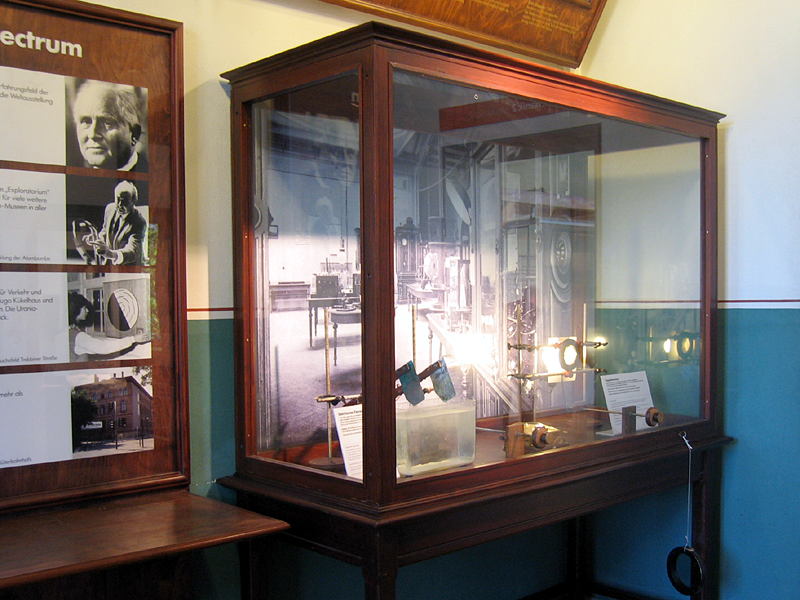
Historisches Exponat der Urania (heute im Science Center Spectrum ausgestellt)

Einige Jahre später, nämlich im Jahr 1888, folgte die Gründung der Berliner Urania als neuartige Institution, die eine Sternwarte (die erste Volkssternwarte der Welt), eine wissenschaftlich-technische Ausstellung sowie ein Wissenschaftstheater in sich vereinigen sollte.

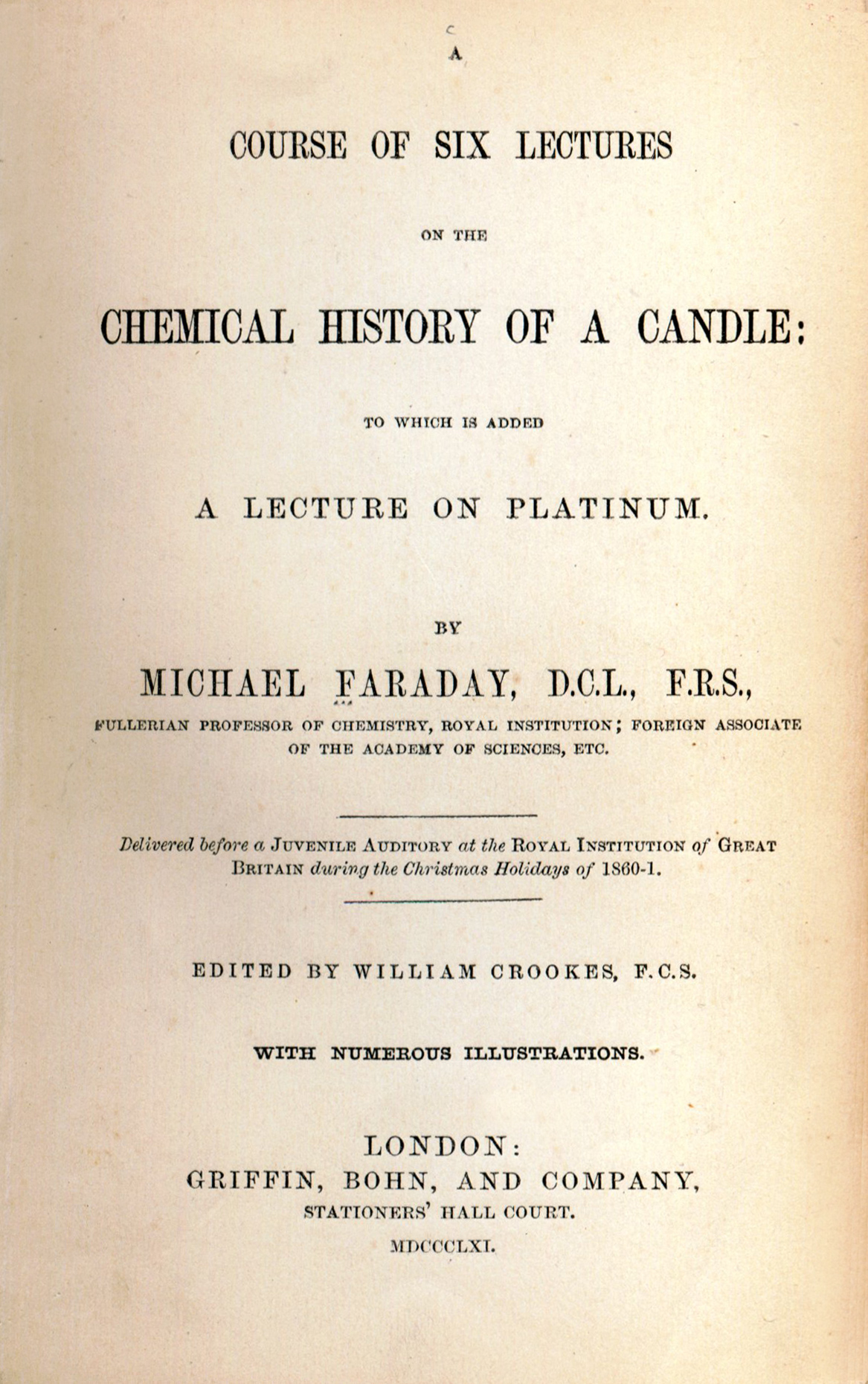
Titelblatt der englischen Erstausgabe von Faradays Naturgeschichte einer Kerze (1861).

Parallel zu den genannten Veranstaltungen und Institutionen entwickelte sich eine Tradition populärwissenschaftlicher Veröffentlichungen. Michael Faraday schrieb seine entsprechende Weihnachtsvorlesung 1861 als Naturgeschichte einer Kerze nieder. Humboldt machte sich in seinem Kosmos – Entwurf einer physischen Weltbeschreibung daran, einen Überblick des Wissens über die materielle Welt, „das zugleich in lebendiger Sprache anregt und das Gemüth ergötzt“, für ein allgemeines Publikum vorzulegen.
Die Zeitschrift Scientific American wurde Mitte 1845 von Rufus Porter gegründet und beschäftigte sich zunächst vornehmlich mit neuen US-amerikanischen Patenten, weitete ihre Berichterstattung aber bald auf redaktionell aufgearbeitete Themen aus. Die deutsche Version der Zeitschrift, Spektrum der Wissenschaft, erschien erstmals 1978.
Die Zeitschrift Popular Science Monthly, heute Popular Science, wurde Mitte 1872 von Edward L. Youmans gegründet, um wissenschaftliche Erkenntnisse an Laien zu vermitteln.
Nachdem die Zeitschrift anfangs vornehmlich Artikel aus englischen Magazinen nachgedruckt hatte, gewann sie als Autoren bald eminente Wissenschaftler ihrer Zeit, so Charles Darwin, Thomas Henry Huxley, Louis Pasteur, Henry Ward Beecher, Charles Sanders Peirce, William James, Thomas Edison, John Dewey und James McKeen Cattell.

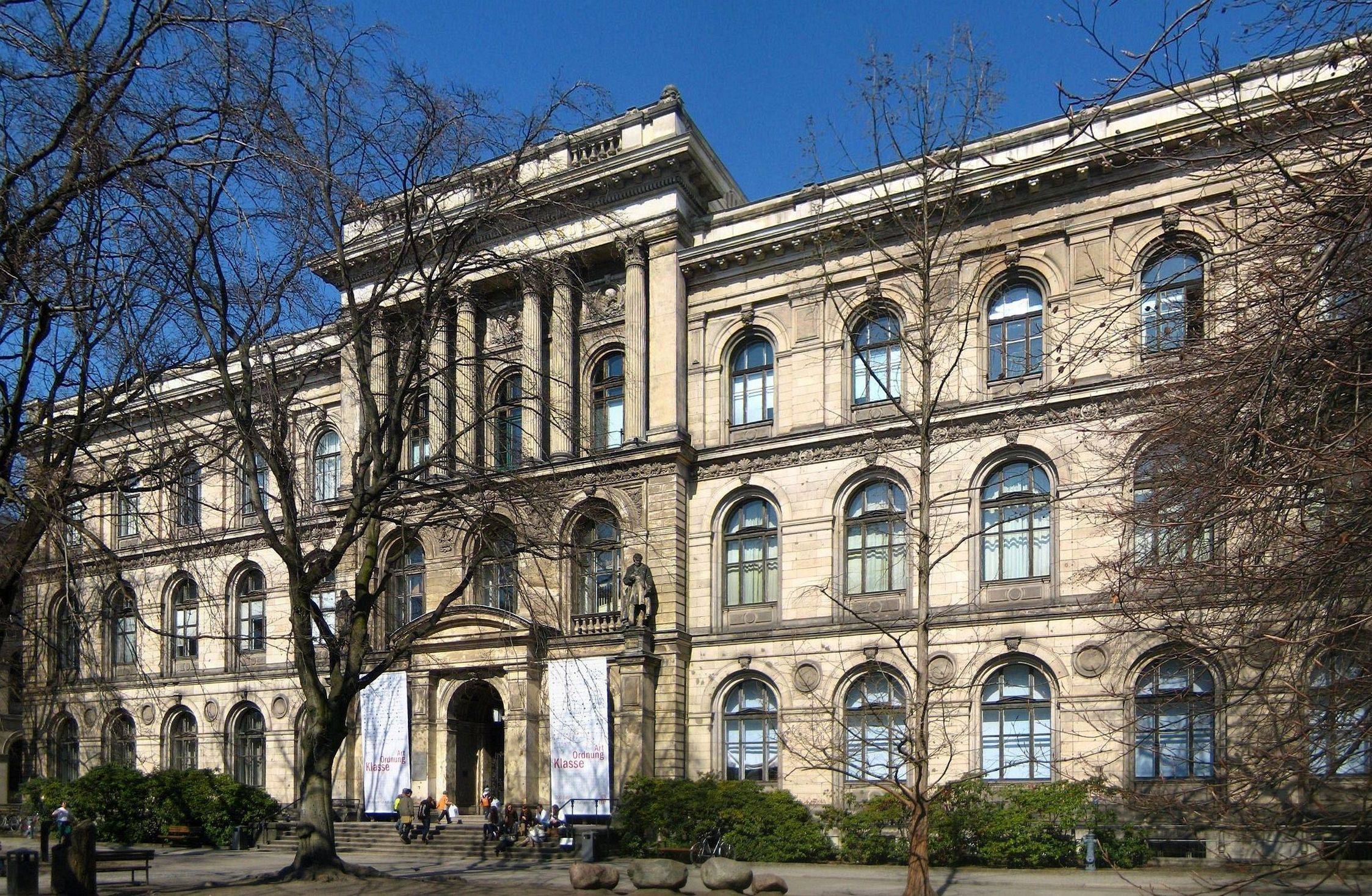
Museum für Naturkunde in der Invalidenstraße 43 in Berlin-Mitte

Die ersten naturkundlichen und wissenschaftlichen Museen entwickelten sich aus höfischen und anderen Sammlungen. Bei der Gründung der heutigen Humboldt-Universität in Berlin als Friedrich-Wilhelms-Universität im Jahr 1810 wurde sie mit einer entsprechenden naturhistorischen Sammlung ausgestattet, die für die Öffentlichkeit zugänglich war. Aus dieser entstand schließlich das Museum für Naturkunde.
Die moderne Form des Science Center entstand auf Initiative des Physikers und Physikdidaktikers Frank Oppenheimer mit der Gründung des Exploratoriums in San Francisco im Jahre 1969. Als Vorläufer kann man das von Hugo Kükelhaus auf der EXPO in Montreal 1967 präsentierte „Erfahrungsfeld zur Entfaltung der Sinne“ sehen. Als erstes deutsches Science Center wurde 1983 das Spectrum in Berlin gegründet, das Teil des Deutschen Technikmuseums ist.
Im Mai 1999 unterschrieben Repräsentanten der großen deutschen Wissenschaftsorganisationen sowie des Wissenschaftsrats und des Stifterverbands für die deutsche Wissenschaft das sogenannte PUSH-Memorandum (Public Understanding of Science and Humanities), in dem sie sich zur Förderung des Dialogs zwischen Wissenschaft und Gesellschaft bekannten, Wissenschaftler zur Kommunikation mit der Öffentlichkeit aufforderten und erklärten, ihre entsprechenden Aktivitäten mit denen anderer abstimmen zu wollen. Sie kontrastierten in diesem Zusammenhang ausdrücklich die Aktivitäten wissenschaftlicher Institutionen zur eigenen Profilbildung mit den angestrebten allgemeineren „gemeinsame[n] Anstrengungen, Wissenschaft in der Gesellschaft mehr Anerkennung zu verschaffen“. Bereits 1998 hatte die Berlin-Brandenburgische Akademie der Wissenschaften die zweimal jährlich erscheinende Zeitschrift „Gegenworte – Zeitschrift für den Disput über Wissen“ gegründet, die sich die Aufgabe stellte, „die Kommunikation unter Wissenschaftern und das kritische Gespräch zwischen Wissenschaft und Öffentlichkeit zu befördern“. Die PUSH-Initiative führte noch im gleichen Jahr zur Gründung der gemeinnützigen GmbH Wissenschaft im Dialog, die Dialogveranstaltungen, Ausstellungen und Wettbewerbe organisiert und auch neue Formate der Wissenschaftskommunikation entwickelt. Zu den Projekten der Gesellschaft zählen das Ausstellungsschiff MS Wissenschaft, der Schülerwettbewerb „Jugend präsentiert“, der Webvideo-Wettbewerb Fast Forward Science, die Fachtagung Forum Wissenschaftskommunikation, die Europäischen Schülerparlamente, die Citizen-Science-Plattform „Bürger schaffen Wissen“, die Crowdfunding-Plattform Sciencestarter oder die Schulprojekte Junior Science Café und Make your School.
Die Intensivierung der Wissenschaftskommunikation ist jedoch in mehrfacher Hinsicht problematisch, da moderne Gesellschaften durch ein System von Wechselbeziehungen zwischen Wissenschaft, Öffentlichkeit und Medien gekennzeichnet sind: Dabei geht es bei der Wissenschaft um „Prozesse und Verfahren der Erkenntnisgewinnung“, bei den Medien um ihre „Aufklärungs- und Kontrollfunktion“ und bei einer aufgeklärten Demokratie – mit der dafür notwendigen Qualität politischer Entscheidungen – um die „Qualität öffentlicher Deliberation“, d. h. es geht um die Machtbalancen zwischen den Interessen- und Anspruchsgruppen in Wissenschaft, Medien, Politik und Öffentlichkeit.
Eine besondere wissenschaftliche Bedeutung hat die Untersuchung von Wissenschaftskommunikation in Krisenzeiten. Insbesondere als Resultat der COVID-19-Pandemie hat hierbei die Evaluation von Wissenschaftskommunikation an Relevanz gewonnen. Als Methoden seien hierzu exemplarisch quantitative und qualitative Befragungen, Nutzerdatenanalysen, physiologische Messungen, quantitative Tests zum inhaltlichen Verständnis und Feedback aus Citizen-Science-Projekten zu nennen.

## Forschung und Lehre
Mehrfach wurde in den vergangenen Jahren betont, dass die Wissenschaftskommunikation nicht auf eine Reihe von Praxisaktivitäten beschränkt sein sollte (u. a. durch die Initiative „Science of Science Communication“ in den USA und das Manifest für eine „Evidenzbasierte Wissenschaftskommunikation“), sondern dass es seit Jahrzehnten auch ein Forschungsfeld Wissenschaftskommunikation gibt, das nur sehr bedingt Einfluss auf die Wissenschaftskommunikations-Praxis habe und umgekehrt. Die erste detaillierte empirische Analyse des internationalen Forschungsfelds wurde im Auftrag des Bundesministeriums für Bildung und Forschung erstellt. Auch eine Reihe weiterer im deutschsprachigen Raum erschienener Bücher diskutiert die Bedeutung der Forschung in der Hochschul- / Wissenschaftskommunikation (siehe u. a. Bonfadelli u. a. (2016); Hagen & Lüthje (2018); Fähnrich u. a.(2018); Leßmöllmann u. a.(2020)). Journale mit Fokus auf das Forschungsfeld Wissenschaftskommunikation sind u. a. Public Understanding of Science, Science Communication, Journal of Science Communication, Frontiers in Science and Environmental Communication, Science Technology and Human Values, International Journal of Science Education: Communication and Public Engagement oder Research for All.
In Deutschland gibt es einige Studiengänge und Weiterbildungsangebote im Bereich Wissenschaftskommunikation. Für die gesamte Breite des Themengebietes sind dabei insbesondere drei Angebote zu nennen:
- Seit dem Wintersemester 2012/13 wird am Karlsruher Institut für Technologie der Bachelor-Studiengang „Wissenschaft – Medien – Kommunikation“ angeboten,[155] seit dem Wintersemester 2015/16 ein gleichnamiger Master-Studiengang.[156]
- Ab dem Wintersemester 2014/15 bot die Hochschule Rhein-Waal in NRW einen englischsprachigen Studiengang Science Communication & Bionics an. Der Studiengang wurde zwischenzeitlich eingestellt. Die letzte Einschreibung von Studierenden fand zum Wintersemester 2019/20 statt.[157][158]
- Das Nationale Institut für Wissenschaftskommunikation bietet seit 2012 Weiterbildungsseminare in Wissenschaftskommunikation für Studierende und Forscher an.[159]

Eine Reihe weiterer Institute im deutschsprachigen Raum widmet sich der Wissenschaftskommunikation und verwandten Feldern und bietet entsprechende Studiengänge an, wobei dort jeweils ein bestimmter Schwerpunkt gesetzt wird:
- Wissenschaftsjournalismus an der Technischen Universität Dortmund
- Der Studienschwerpunkt „Wissenschaft und Daten“ im Studiengang Onlinejournalismus an der Hochschule Darmstadt
- Wissenschaftsgeschichte an der Technischen Universität München
- Wissenschaftsmarketing an der Technischen Universität Berlin
- Als verwandte Bereiche: Technikkommunikation an der RWTH Aachen und Technikjournalismus beispielsweise an der Technischen Hochschule Nürnberg Georg Simon Ohm und an der Hochschule Bonn-Rhein-Sieg

International sind insbesondere in Großbritannien und in den Vereinigten Staaten von Amerika eine Vielzahl an Studiengängen in Wissenschaftskommunikation zu finden, aber auch die meisten europäischen Staaten haben entsprechende Angebote, beispielsweise die TU Delft, die Universität Leiden oder die Scuola Internazionale Superiore di Studi Avanzati in Trieste.